# Évêque
Pour les articles homonymes, voir Évêque (homonymie).

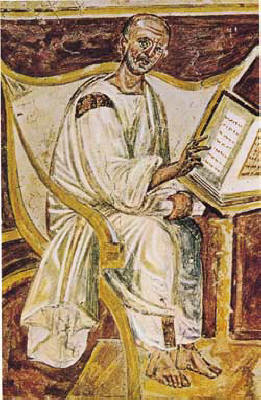
Augustin, évêque d'Hippone, fresque du milieu du VIe siècle, Rome, palais du Latran.

Un évêque () est le dignitaire d'une Église chrétienne particulière ou d'un diocèse.
La fonction d'évêque existe dans les Églises catholique et orthodoxe, ainsi que dans la Communion anglicane et dans certaines Églises protestantes. Dans chacune de ces Églises, l'évêque est consacré par un ou plusieurs évêques issus d'une chaîne d'ordonnateurs qui, théoriquement, remonte dans le temps jusqu'à l'un des apôtres du Christ. C'est ce que l'on appelle la succession apostolique, qui est revendiquée par l'ensemble de ces Églises.
Dans le protestantisme, le ministère d'évêque est présent dans toutes les dénominations, souvent avec d'autres noms comme président du conseil ou surveillant général.

## Étymologie
Le mot évêque vient du mot gallo-roman *EPISCU, forme raccourcie du latin episcopus, lui-même issu du grec ἐπίσκοπος / epískopos qui, formé à partir de la préposition ἐπί / epí, « sur », et du verbe σκοπέω / skopéô, « observer », signifie littéralement « surveillant » ou « superviseur », le « pilote qui contrôle la situation et dirige le navire, le berger ou le gardien qui conduit et protège le troupeau », c'est-à-dire responsable d'une organisation ou d'une communauté. Le mot episkopos est utilisé dans les Épîtres de Paul et les Actes des Apôtres, qui sont des textes parmi les plus anciens du christianisme.
Avant le christianisme, le terme désignait diverses fonctions d'administrateur dans les domaines civil, financier, militaire ou judiciaire.

## Histoire

### Premiers siècles
Si l’histoire de la fonction épiscopale remonte à l’époque des premiers développements de l’institution ecclésiale, ses origines et son évolution durant les premiers temps du christianisme demeurent largement conjecturales. En outre, la documentation fragmentaire a souvent laissé libre cours, dès l’Antiquité, aux surinterprétations dogmatiques ou confessionnelles dans le but de légitimer des institutions nouvelles en cherchant à les couvrir de l’autorité des Apôtres, ce qui en fait une question débattue de longue date.
Ainsi, les tentatives de proposer une vision évolutive de l'épiscopat sur base des éléments lacunaires conservés des trois premiers siècles du christianisme, constitués de l'histoire discontinue de certaines Églises locales aux réalités singulières et peu interconnectées, demeurent autant de gageures. On peut néanmoins dégager quelques grands traits de cette évolution : dès l’apparition des premières communautés d’adeptes de la foi chrétienne, des fonctions de services à ces communautés sont apparues, des services ou ministeria (« ministères ») qui se sont peu à peu spécialisés puis institutionnalisés, dans un processus sans uniformité répondant aux spécificités et besoins de communautés locales éparses et diversifiées avant de peu à peu converger au IVe siècle vers une structuration peu ou prou similaire qui caractérise certaines fonctions dans la plupart des communautés de la Grande Église, aboutissant notamment au principe d’« une communauté, un évêque ».

#### Les temps apostoliques

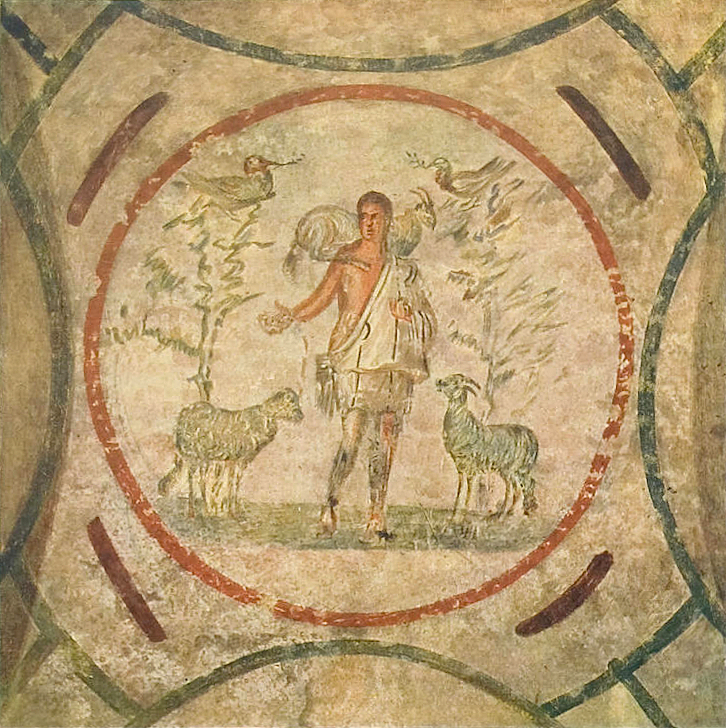
Fresque représentant Jésus-Christ en pasteur, Catacombe de Priscille, seconde moitié du IIIe siècle.

C'est le terme grec ἐπίσκοπος / epískopos qui donne les termes « épiscope » puis « évêque ». Durant les premiers siècles de l'ère commune, son usage au sein de communautés chrétiennes locales différentes et dispersées dessine les contours de fonctions et de prérogatives variables — d'ailleurs souvent indistinctes de celles du « presbytre » — qui ne correspond plus guère à l'usage en cours dans l'Église actuelle.
Signifiant « surveillant », « gardien » ou encore « inspecteur », le terme epískopos est connu en grec classique dans le vocabulaire administratif et religieux, pour qualifier des tâches de direction plus ou moins importantes, ainsi que comme attribut divin, un usage que l'on retrouve également à deux reprises pour Dieu dans la Septante où douze autres occurrences concernent des fonctions déléguées de gardien du Temple, de cadre de l'armée ou de directeur de travaux.
Absent des Évangiles, il n'apparait qu'à quatre reprises dans le Nouveau Testament pour désigner un office ecclésial qu'il est difficile de distinguer de celui du presbyteros (« ancien »). On le trouve deux fois au singulier et deux fois au pluriel, notamment dans un passage des Actes des apôtres où l'épiscope est présenté comme un berger qui « fait paître » les fidèles. On trouve également un usage du terme comme titre christologique dans la Première Épitre de Pierre.
La littérature néotestamentaire atteste l'émergence au sein des premières communautés de disciples de Jésus de Nazareth  — qui professent que ce dernier est le Messie — d'une certaine diversité de ministères qui plongent leurs racines dans le judaïsme tardif, tant pour le judéo-christianisme jérusalémite que pour le pagano-christianisme hellénistique de type paulinien. Dans les différentes « assemblées » (ἐκκλησία / ekklêsía) du paléochristianisme, on rencontre des ministères de type « charismatiques » généralement itinérants— apôtres, prophètes et docteurs, trois catégories bénéficiant de dons divins — aux côtés de ministères plus « institutionnels » — épiscopes, presbytres et diacres davantage liés à une communauté donnée — qui relèvent, dans des groupes organisés ne connaissant pas encore de « clergé », de la catégorie des « hommes d'Église » chargés de la gestion pratique, cultuelle, spirituelle, doctrinale… dans la vie quotidienne des fidèles.  
Subordonnés aux apôtres, les episkopoi et presbyteroi semblent avoir joué le rôle de proche collaborateurs de ceux-ci dont ils sont parfois les délégués dans une communauté donnée. Ils assument leur charge de l’episkopè — la « surintendance » ou la « vigilance » auprès des communautés — de manière collégiale sous l'autorité apostolique. Les épîtres pauliniennes décrivent les qualités attendues des presbytres et épiscopes à la tête des communautés éphésiennes et crétoises : ne pas être néophyte, être profondément croyant, être capable d'enseigner, diriger correctement sa maisonnée, avoir une seule épouse, bénéficier de l'estime de tous, être sobre, hospitalier… une sorte d'irréprochabilité qui sera régulièrement évoquée, une fois la fonction épiscopale établie, pour le choix des évêques au cours des siècles suivants.

#### Collégialités

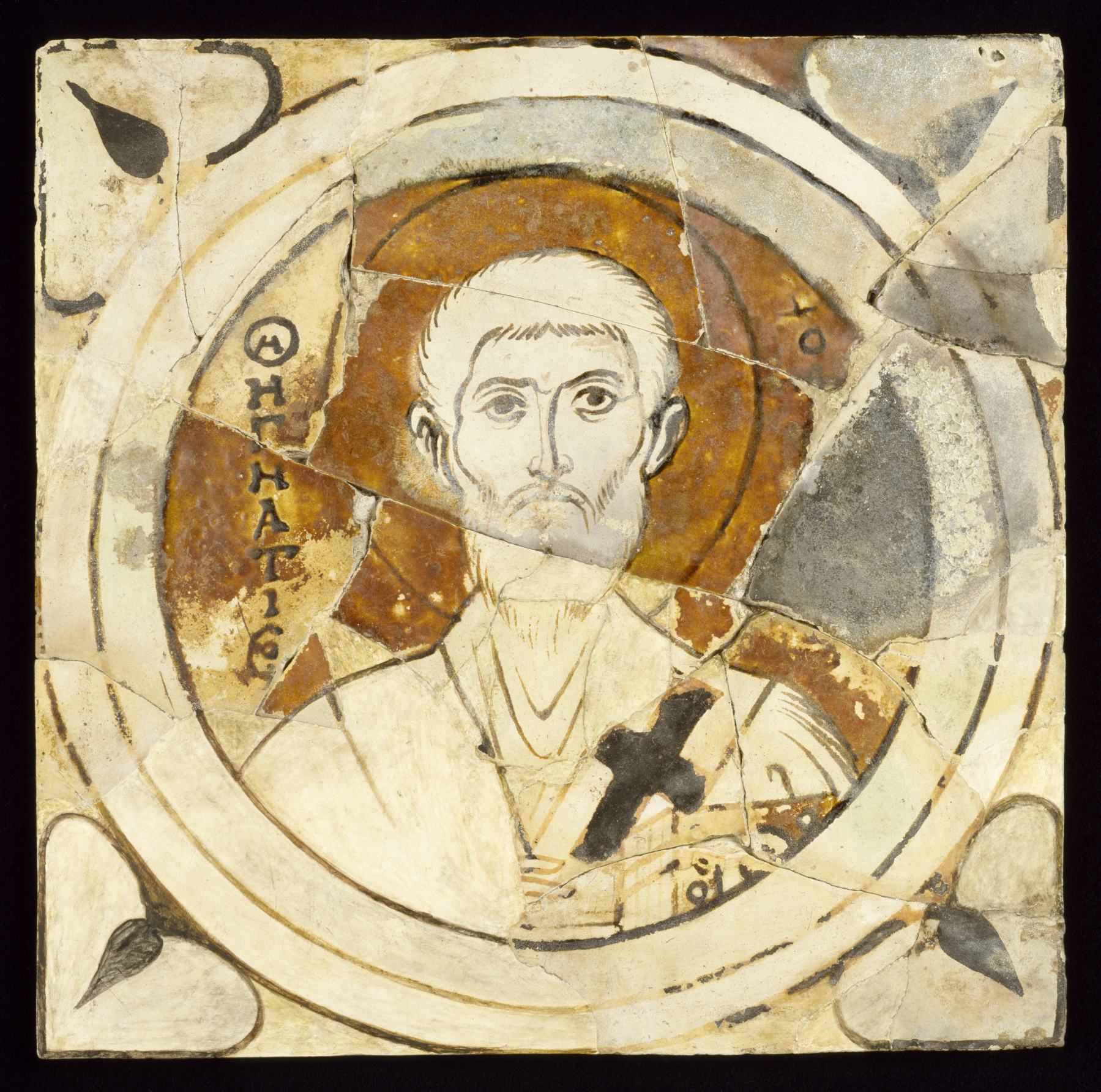
Ignace d'Antioche, céramique byzantine du Xe siècle, Walters Art Museum.

Avec la disparition des apôtres qui, de leur vivant, jouissent assez naturellement de la principale autorité au sein des communautés, ainsi qu'avec l'estompement consécutif des attentes eschatologiques, une crise de l'autorité se fait jour. L’autorité des charismatiques itinérants et celle des ministres locaux se trouvent bientôt en rivalité et l'on observe assez rapidement une montée en puissance des seconds qui s'affirment peu à peu face à l'autorité des premiers, même si certains des charismatiques subsistent çà et là : bien que cela suscite des résistances, les épiscopes/presbytres et diacres deviennent progressivement les détenteurs du pouvoir dans les communautés, dont ils assurent la direction spirituelle et matérielle sous une forme collégiale calquée sur la gestion des synagogues.  
On observe les premières aspirations à l'épiscopat d'un seul ou « mono-épiscopat » dans les écrits d'Ignace d'Antioche — dont l'activité est généralement située dans les deux premières décennies du IIe siècle — qui défend auprès des communautés d'Asie Mineure l'unité de l'Église par un système hiérarchique « conforme à la volonté de Dieu » où l'évêque unique est assisté d'un collège de presbytres (presbyterium) et des diacres, justifiant le primat par une approche théologique. Mais sa défense polémique du modèle atteste que celui-ci est encore loin d'être la norme dans des groupes de chrétiens toujours largement autonomes y compris au sein d'une cité comme Antioche.
A contrario, la documentation qui évoque les ministères paléochrétiens contemporaine d'Ignace ignore le mono-épiscopat et atteste diverses formes de direction collégiales : le Didachè recommande l'élection « d'évêques et de diacres », la Première épître de Clément  évoque un collège de presbytres, le Pasteur d'Hermas mentionne des « ministres de l'Église », Polycarpe — lui-même qualifié de « presbytre apostolique » — atteste seulement des presbytres et des diacres tandis qu'Ignace lui-même ne fait pas état de la présence d'un modèle mono-épiscopal à Rome ni ailleurs qu'en Asie Mineure. Cependant, les sources sont également muettes sur le fonctionnement de ces collégialités assurant l’episkopè, réduisant les chercheurs aux conjectures. En outre, les fonctions des épiscopes et des presbytres ne se distinguent toujours pas nettement, les deux termes étant même parfois appliqués aux mêmes personnes : on trouve ainsi, au tournant du IIe siècle, les communautés de Corinthe et de Rome dirigée par un collège de presbytres ou d'épiscopes assistés de diacres tandis que dans le dernier quart du siècle ni Irénée de Lyon ni Clément d'Alexandrie ne font encore la distinction, bien que le premier semble bien connaître une structure mono-épiscopale. Par ailleurs, on peut relever qu'Irénée considère alors les épiscopes non comme des successeurs des apôtres dans l'autorité, mais plutôt comme des « porte-paroles » de ces derniers, des maîtres qui, à l'instar des écoles antiques de philosophie ou de médecine, prolongent leur enseignement.
Ainsi, les étapes qui mènent vers l'installation du mono-épiscopat et de l'épiscope comme chef unique d'une église locale, distinct du presbyterium, ne sont pas claires, restent débattues et ont dû différer selon les emplacements. Bien qu'elles restent là aussi conjecturales, plusieurs reconstructions ont néanmoins été proposées : l'une voit dans le phénomène l'évolution de la présidence du collège « des anciens » initialement détenue par l'un des apôtres dont l'épiscope serait le délégué puis l'héritier ; une autre envisage le besoin d'unité des églises domestiques des cités, jusque-là relativement indépendantes et dirigées par des chefs de familles ou anciens, rassemblés en conseils sous la pression de facteurs externes comme les innovations doctrinales, d'où aurait progressivement émergée la figure de l'évêque unique ; une dernière enfin, plus théologique, veut que l'Église se ressente depuis ses origines comme une communauté eucharistique rassemblée autour d'un chef de communauté devenu le « superintendant » unique pour chaque ville, selon le modèle « pas d'Église sans eucharistie et pas d'eucharistie sans évêque ».
Quels qu'en soient les causes et facteurs, l'autorité de l'évêque sur les communautés locales semblent bien établie dès cette époque et il est un fait que le mono-épiscopat tend à devenir le modèle commun à partir de la seconde moitié du IIe siècle, même si le contrôle de clergé par l'évêque ne va pas toujours de soi et que sa prééminence en termes canoniques ne s'impose que plus tardivement.

#### Mono-épiscopat

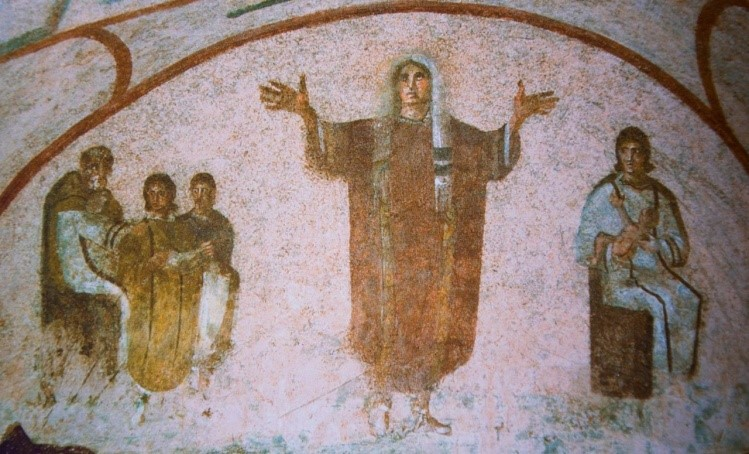
Fresque romaine du IIIe siècle figurant trois étapes de la vie d'une femme ensevelie dans la catacombe de Prescille. À l'extrême gauche du groupe de trois personnes, un officiant, peut-être un épiscope.

Le christianisme apparaît dans l'Orient méditerranéen dont les cités sont l'articulation, et c'est vers la conversion des populations de celles-ci que la mission chrétienne se tourne naturellement : les communautés paléochrétiennes forment très tôt des réalités urbaines qui se définissent par leur appartenance à leur localité et se rassemblent autour d'évêques presque toujours implantés dans les villes, préfigurant l'organisation institutionnelle de l'Église autour de la cité qui, dans le contexte juridique et administratif de l'Empire, correspond à la fois à un chef-lieu et au territoire sous son autorité.
Le IIIe siècle voit ainsi l'apparition d'un modèle d'organisation de l'Église inspiré des cités qui aboutit à l'apparition d'un ordre clérical et la formation d'un clergé qui se distingue du peuple, sacralisant progressivement les fonctions hiérarchisées sur un modèle vétérotestamentaire. Depuis la seconde moitié du IIe siècle, le modèle mono-épiscopal s'est généralisé et l'évêque prend bientôt la tête de cette hiérarchie ecclésiastique pour devenir le dispensateur sur terre de l’auctoritas — une notion jusque-là exclusivement civile — confiée par Dieu à l'Église.
On le retrouve désormais à la direction de chaque église, à la tête de laquelle il est proposé au peuple par le clergé local en collaboration avec les évêques des cités environnantes. Une fois élu par le peuple et ordonné par un collège d'évêques, il cumule tous les pouvoirs : en outre d'assurer la prédication, c'est l'évêque qui assure les fonctions liturgiques et sacrées, assurant l'administration du baptême, la célébration de l'eucharistie, la réconciliation des pénitents, la formation, l'ordination et le contrôle des clercs, la consécration des vierges et veuves ainsi que celle des édifices religieux ; il assure la direction de la communauté et administre ses ressources ainsi que ses membres — qu'il a le pouvoir d'excommunier — dont il arbitre les conflits et qu'il assiste dans les difficultés ou les épreuves, dans un rôle qui s'apparente à celui de pater familias.
Cependant, l'émergence de la structure mono-épiscopale ne signifie pas pour autant la disparition de la collégialité : la charge d'évêque n'est pas concevable sans un presbyterium d'anciens qui le conseille et qui peut d'ailleurs assurer la vie de la communauté en cas d'absence de l'évêque ou de vacance du siège épiscopal ; par ailleurs les évêques eux-mêmes se considèrent entre eux comme membres d'un collège, ouvrant la voie aux pratiques synodales.  C'est ainsi en collège que les évêques veillent à l'orthodoxie de la doctrine et de la manière dont elle est dispensée par les clercs.
Si le mono-épiscopat implique la présence unique d'un évêque — auquel seul revient désormais l'appellation d’episkopos/episcopus — pour chaque agglomération, il existe cependant une grande disparité dans la distribution des sièges épiscopaux : quand en Afrique romaine le moindre bourg est doté d'un évêque, l'Égypte et la Gaule ne connaissent qu'un unique siège métropolitain pendant longtemps — certaines cités sans chef-lieu se voient même refuser un siège épiscopal —, favorisant alors le rôle des presbytres comme responsables pastoraux des communautés locales, préfigurant les paroisses. Pour les campagnes, particulièrement en Orient et en Égypte, on note l'apparition de chorévêques, des auxiliaires de l'évêque dotés de certaines prérogatives épiscopales mais qui sont bientôt remplacés par des périodeutes, des « visiteurs » envoyés par l'évêque, sans statut propre.
Suivant le principe de stabilité épiscopale qui se développe alors, l'évêque est quant à lui désormais lié à son Église, qu'il ne peut en principe quitter pour une autre, et y reçoit parfois le titre d'affectueuse vénération de « pape » que l'on retrouve à Carthage, Alexandrie ou Rome mais aussi dans des agglomérations plus modestes. Rapidement, une hiérarchie entre les évêques finit cependant par apparaître : les évêques de villes importantes peuvent souvent se réclamer d'une origine apostolique plus directe et président aux affaires des évêques d'une région donnée.

### Empire chrétien
Lorsque, à la fin du IIIe siècle, Eusèbe de Césarée rédige son Histoire de l'Église, la figure de l'évêque est devenue incontournable dans les communautés chrétiennes désormais largement répandues autour de la Méditerranée, à telle enseigne qu'ils sont particulièrement visés lors des persécutions de Valérien (257-260) puis — après une période de quiétude voire d'expansion à la suite de l'édit de tolérance promulgué en 260 par Gallien qui offre aux chrétiens une visibilité nouvelle dans les cités impériales et leur ouvre des perspectives de carrières administratives et militaires au sein de l'appareil d'État — celle de Dioclétien (303-313) qui intervient brutalement après quinze années d'un règne jusque-là marqué par une tolérance identique à ses prédécesseurs.  

#### Précision du rôle

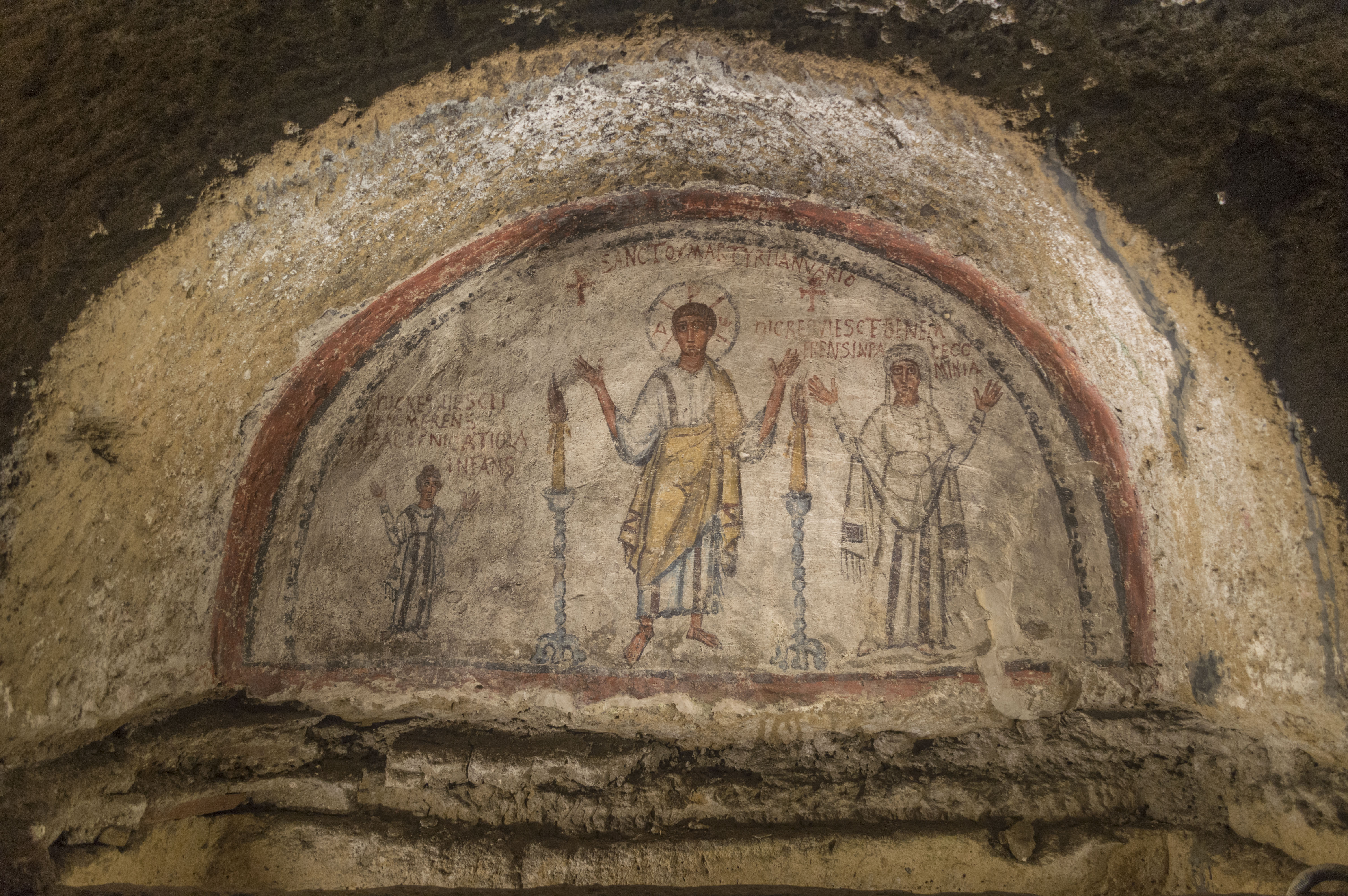
Janvier, évêque de Bénévent. Fresque du IVe siècle dans les catacombes de San Genaro à Milan.

Néanmoins, malgré cette ultime vague de persécutions, lorsque Constantin s'empare de la tête de l'Empire, la physionomie de l'Église chrétienne est pour l'essentiel fixée et le modèle épiscopal de direction des communautés chrétiennes, largement établi. L'Église locale, rassemblée autour de la figure de l'évêque — idéalement natif de la ville et issu de son clergé —, constitue ainsi la cellule fondamentale de l'Église dont la structuration conduit à une progressive mais irrépressible cléricalisation.
À partir du IVe siècle, la charge pastorale de l'évêque envers les communautés de fidèles — citadines ou rurales — qui lui sont soumises est désignée sous terme latin de parochia, dont provient le mot « paroisse », qui prend progressivement un sens territoriale, désignant davantage le lieu où s'exerce la charge plutôt que la charge elle-même ou la communauté, préfigurant le diocèse, la « paroisse de l'évêque » ; chacun de ces termes reste toutefois longtemps polysémique et leur usage dans les acceptions actuelles ne se généralise que tardivement, attestant que « durant de longs siècles, le pouvoir de l'évêque ne se décline pas prioritairement sur un mode territorial ».
Par ailleurs, les troubles causés par les différends théologiques qui se développent de manière critique et multiplient notamment les contestations d'élections épiscopales, occasionnent l'immixtion du pouvoir civil dans les affaires des communautés chrétiennes : en 325 l'empereur Constantin Ier convoque le concile de Nicée qui s'attache notamment à préciser le rôle des évêques afin d'éviter ces contestations : le concile établit notamment l'obligation du recours aux synodes épiscopaux provinciaux pour le choix des évêques, l'approbation d'un évêque métropolitain pour valider ce choix, la nécessité de la présence d'au moins trois évêques pour la consécration ou encore l'interdiction de la translation d'un évêque d'un siège à un autre.
Cette dernière règle, comme d'autres, est régulièrement violée par la suite dans le cadre de l'âpre compétition qui règne particulièrement pour l'élection à la tête des grands sièges épiscopaux, voire pour de plus modestes, dans la mesure où la charge d'évêque — prestigieuse et généralement bien dotée  — peut attiser une compétition animée par l'ambition ou la convoitise.

#### Notables

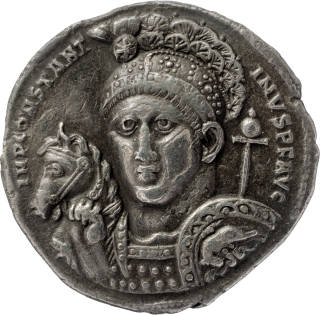
Pièce en argent frappée en 315 pour célébrer la decennalia de l'empereur Constantin, figurant avec un chrisme sur le casque.

Constantin confère en outre aux évêques, déjà chargés d'arbitrer les conflits dans leurs communautés, une juridiction civile d'arbitrage — l’audientia episcopalis — à laquelle ont bientôt recours tant des chrétiens que des non-chrétiens, multipliant les régulations de conflits temporels, poussant les sièges importants à engager des clercs  pour épauler ces « intercesseurs particulièrement recherchés ».
Le pouvoir impérial trouvant en eux des relais stables et accessibles, les évêques se voient également confier d'importantes attributions civiles et édilitaires de la cité comme l'examen des comptes, la nomination et le contrôle des fonctionnaires, l'approvisionnement, la validation des poids et mesures utilisés sur les marchés, l'entretien des édifices publics et fortifications… Enfin, les évêques reçoivent une immunité d'impôts et de charges curiales, le droit d'accorder l'asile et la capacité d'affranchir les esclaves.
Le règne de Constantin a également un impact important sur le développement de la richesse d'une Église qui a déjà engrangé de très importantes ressources au cours du IIIe siècle : l'empereur légalise les legs et donations dès 321, rémunère les clercs individuellement, dote généreusement les grands établissements de culte… inaugurant une politique de soutien qui est suivie par ses successeurs et les élites fortunées. En outre, apparues depuis le IIIe siècle, les maisons épiscopales (domus episcopi) où réside l'évêque et où sont conservés le mobilier et les livres liturgiques quittent les périphéries pour rejoindre le cœur des cités, dans une architecture de plus en plus majestative qui fait écho aux palais de gouverneurs ou aux villas des élites.
Par delà les différends christologiques qui traversent l'époque, il se forme bientôt un consensus sur le fait de considérer l'évêque en tant que « grand prêtre » de sa ville, auquel il incombe d'attirer la faveur de Dieu sur toute la communauté, notamment par la célébration de rites publics qui sanctifient la cité. Dans la salle d'audience de son palais épiscopal, il reçoit le conseil municipal et les représentants du gouvernement impérial, ainsi qu'il préside régulièrement le conseil municipal, assisté des notables locaux.
L'évêque devient ainsi un personnage majeur de la cité dont le prestige est souvent augmenté par les évergésies auquel il se livre, qui, au-delà des édifices de cultes et autres établissements charitables, peuvent concerner des ouvrages d'art comme des aqueducs, des ponts ou des portiques. Ce prestige lui confère un rôle de plus en plus temporel et politique qui l'amène régulièrement à représenter ou défendre sa cité tant auprès du pouvoir impérial  — auprès duquel il peut intercéder pour, par exemple, obtenir des exemptions d'impôts ou le pardon en cas de rébellion  — que des chefs barbares qui s'imposent progressivement en Occident à partir du Ve siècle : l'évêque endosse alors régulièrement le rôle de defensor ciuitatis, tantôt en négociant avec ceux-ci, tantôt organisant la résistance ou encore obtenant des réductions d'impôts auprès des nouveaux dirigeants. Ces recours aux autorités civiles ne sont pas rares dans la mesure où, jusqu'au milieu du Ve siècle, l'évêque n'a généralement pas de revenus permettant l'autonomie économique de sa charge, l'obligeant à obtenir des moyens auprès du pouvoir ou de généreux donateurs.

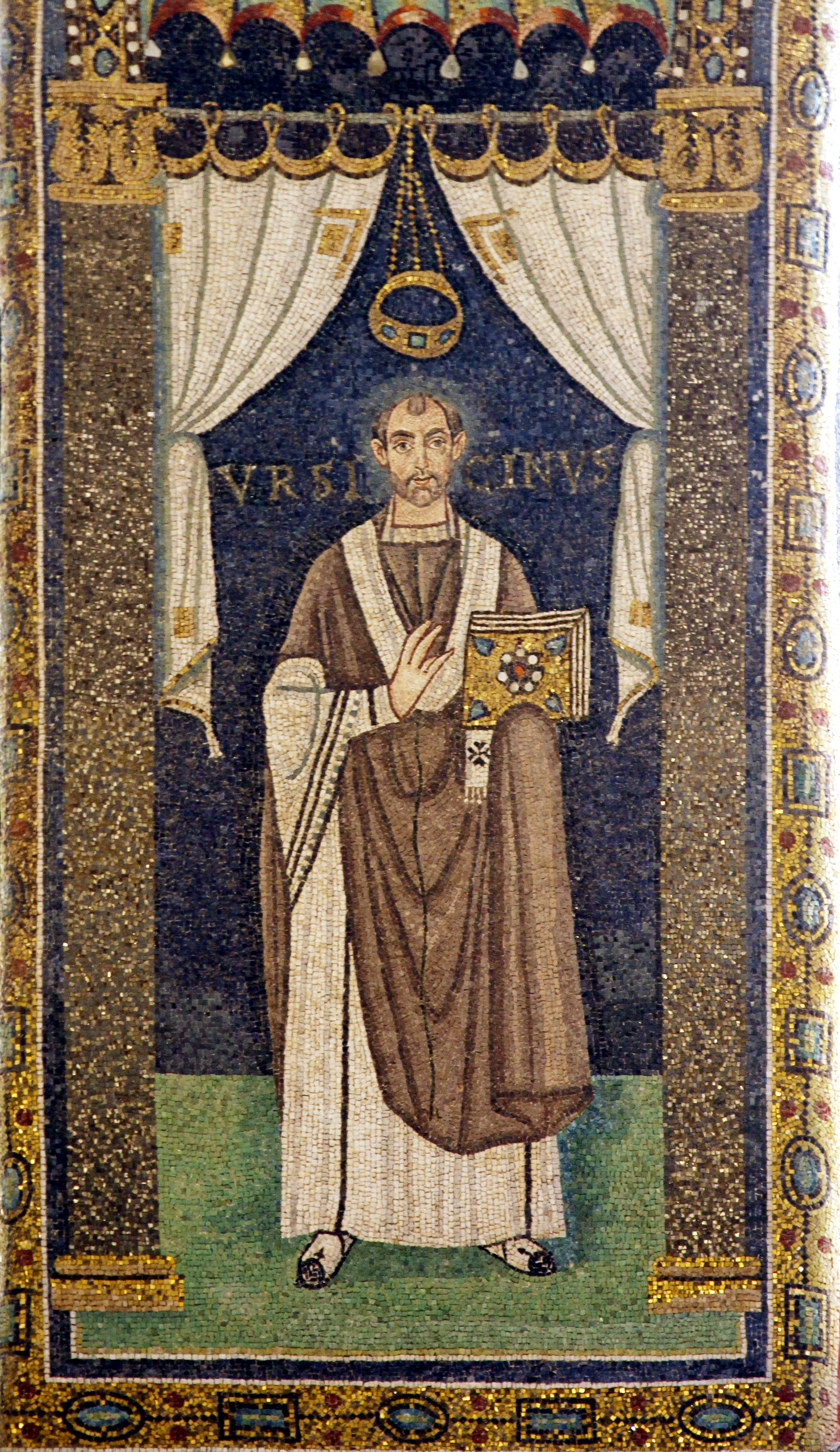
Ursicin, évêque de Ravenne. Mosaïque du VIe siècle dans la basilique Saint-Apollinaire in Classe à Ravenne.

La généralisation du mono-épiscopat semble avoir pris plus de temps que cela a parfois été décrit et de nombreuses églises urbaines conservent tout au long des IVe et Ve siècles une direction assurée par les prêtres et les diacres plutôt que par l'évêque qui, monopolisé par ses charges ou ses devoirs de représentation, peut être souvent absent. Les enjeux financiers n'étant en outre pas minces, il n'est pas rare que ce dernier se retrouve en conflit avec son propre clergé, dans des proportions parfois terribles ainsi que l'atteste la lutte opposant à Rome, au tournant du VIe siècle, les factions de Symmaque et de son concurrent à l'épiscopat, Laurentius. Néanmoins, vers la fin de l'Antiquité, l'évêque se voit réserver divers rites et sacrements dont ceux de la confirmation des baptisés, de la consécration des autels et du chrême, l'onguent sanctifié utilisé pour de nombreux sacrements.
Dans l'Empire d'Orient, les prérogatives civiles de l'évêque se renforcent dans la mesure où, inamovible à la différence des autres édiles et magistrats, il participe largement de l'identité urbaine ; ainsi, c'est lui qui, à partir du règne de Justinien (527-565), préside le groupe de notables dirigeant la cité tandis qu'il obtient parfois jusqu'au droit de police sur les clercs, comme c'est le cas du patriarche d'Alexandrie au VIe siècle. Par ailleurs, les agglomérations de toutes tailles y sont, au cours des Ve et VIe siècles, le théâtre d'une vague de constructions d'édifices religieux souvent richement ornés commandités par les évêques et leur clergé, qui — souvent placés au centre des villes — modifient le tissu urbain des villes du Moyen-Orient.
Lien entre sa ville et l'imposante administration impériale héritée de Dioclétien et Constantin, l'évêque oriental devient bientôt un rouage essentiel dans un système gouvernemental particulièrement intrusif et centralisé. L'évêque devient ainsi le véritable représentant de l'empereur au sein de sa Cité, voire son « chien de garde » : c'est souvent dans la salle d'audience épiscopale que les mandats impériaux sont désormais proclamés aux notables locaux et l'évêque a, au prétexte de sa « liberté sacerdotale », la latitude de dénoncer à l'empereur un gouverneur coupable de prévarication ou d'incompétence.
Néanmoins, si l'articulation entre le pouvoir impérial et l'autorité épiscopale est le gage d'une certaine unité et de stabilité  sur le plan du gouvernement de l'Empire, il n'en va pas de même pour l'unité doctrinale du christianisme et sa prétention à l'universalité peine à être atteinte. En effet, au lendemain du concile de Chalcédoine (451), les querelles christologiques se prolongent, qui divisent régulièrement le clergé sur telle ou telle confession de foi et pas plus le pouvoir impérial qu'épiscopal n'arrivent à développer une force coercitive ou une autorité morale suffisante pour imposer l'unité religieuse. Ainsi la crise monophysite qui en découle voit un grand nombre de clercs rejoindre les positions du moine Jacob Baradée qui multiplie les ordinations sacerdotales et propose un nouveau type d'organisation ecclésiale : à la verticalité de l'Église impériale où des communautés urbaines séparées s'empilent en une pyramide culminant à Constantinople, il oppose un ensemble de réseaux régionaux dans lequel cités et campagne sont égales, rassemblées par une identité religieuse commune qui dépasse bientôt les limites de l'Empire.

### Moyen Âge

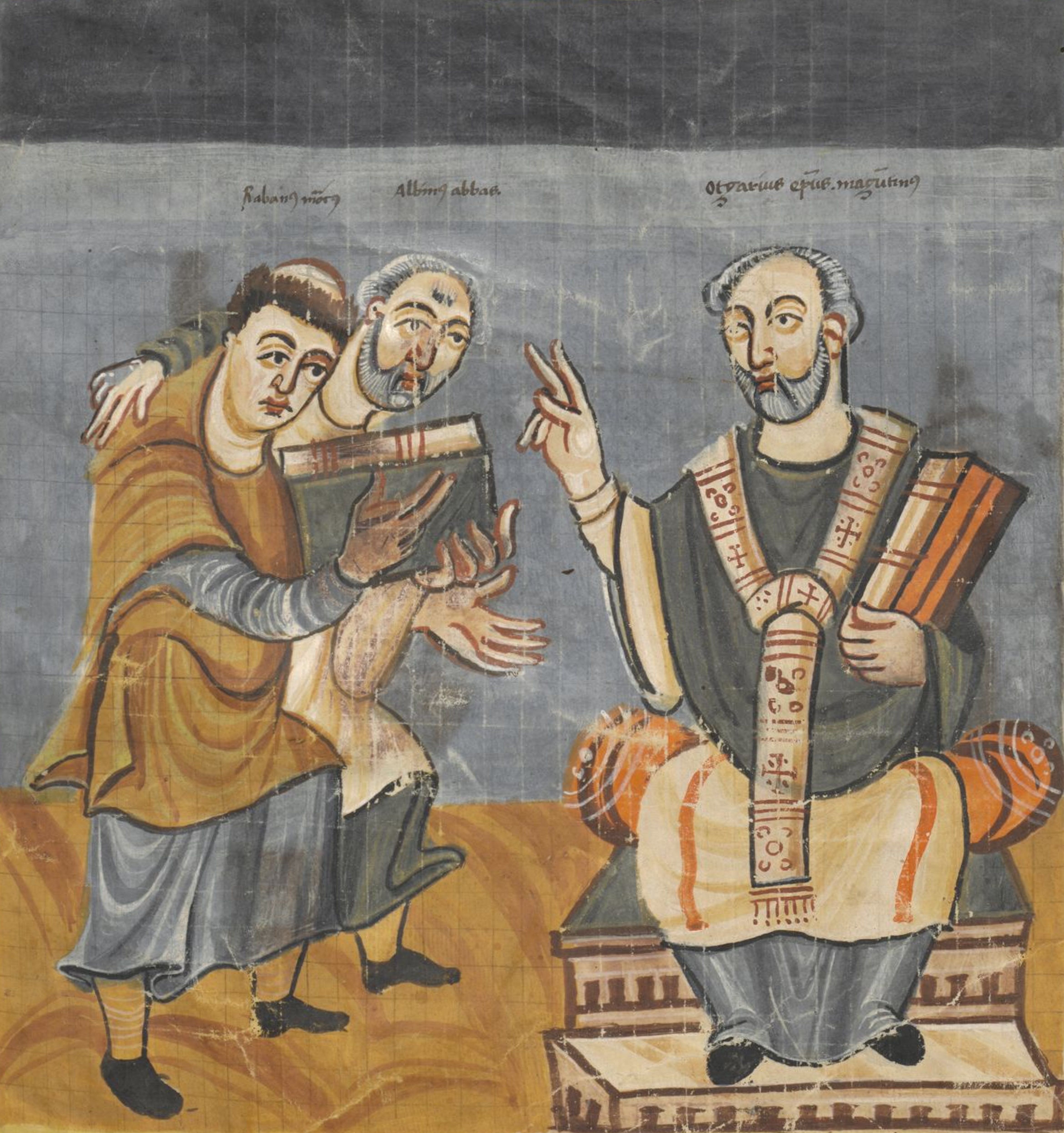
Le moine Raban Maur (à gauche), soutenu par Alcuin, présente son travail à l'évêque Otgar de Mayence, enluminure de première moitié du IXe siècle, Bibliothèque nationale autrichienne.

#### Ordre épiscopal
De manière générale, au tournant vers le Haut Moyen Âge de l'aire gréco-romaine, l'évêque est devenu « le premier des notables d'une cité qui se reconnaît en lui et recourt volontiers à lui en cas de crise ». Pour autant, et bien qu'il demeure avant tout le guide de sa communauté locale, il n'existe pas de modèle standardisé de la manière dont un évêque doit incarner sa fonction et répondre aux obligations ou défis de sa charge et chaque la situation de chaque épiscopat doit être examinée dans son contexte particulier. En outre, la situation de l'Empire byzantin centralisé contraste avec celle qui prévaut en Occident, tributaire des divisions occasionnées par la multiplication des royaumes barbares.
En Occident, à partir du VIIe siècle, que ce soit en Gaule, en Espagne, en Italie ou en Angleterre, les évêques comme les abbés se recrutent essentiellement dans les familles aristocratiques franques, burgondes, wisigothiques, lombardes ou anglo-saxonnes qui s'efforcent par ailleurs d'obtenir de hautes charges civiles des autorités royales. Néanmoins, si les souverains francs et wisigoths choisissent directement les évêques, ils ne peuvent toutefois pas les déposer après leur consécration sans le soutien d'un concile.
À l'époque carolingienne, les élites laïques et ecclésiastiques se confondent largement et participent d'une même culture qui les distingue du reste de la population tandis que les souverains carolingiens, dans l'objectif de défendre la foi catholique et de réformer le clergé, se montrent interventionnistes dans le choix des évêques qu'ils n'hésitent pas à imposer. Ainsi, au IXe siècle, l'apparition de l'« ordre épiscopal » (ordo episcoporum) témoigne de la reconnaissance par le pouvoir carolingien de la fonction épiscopale qui gagne bientôt une place éminente dans le gouvernement de l'empire.

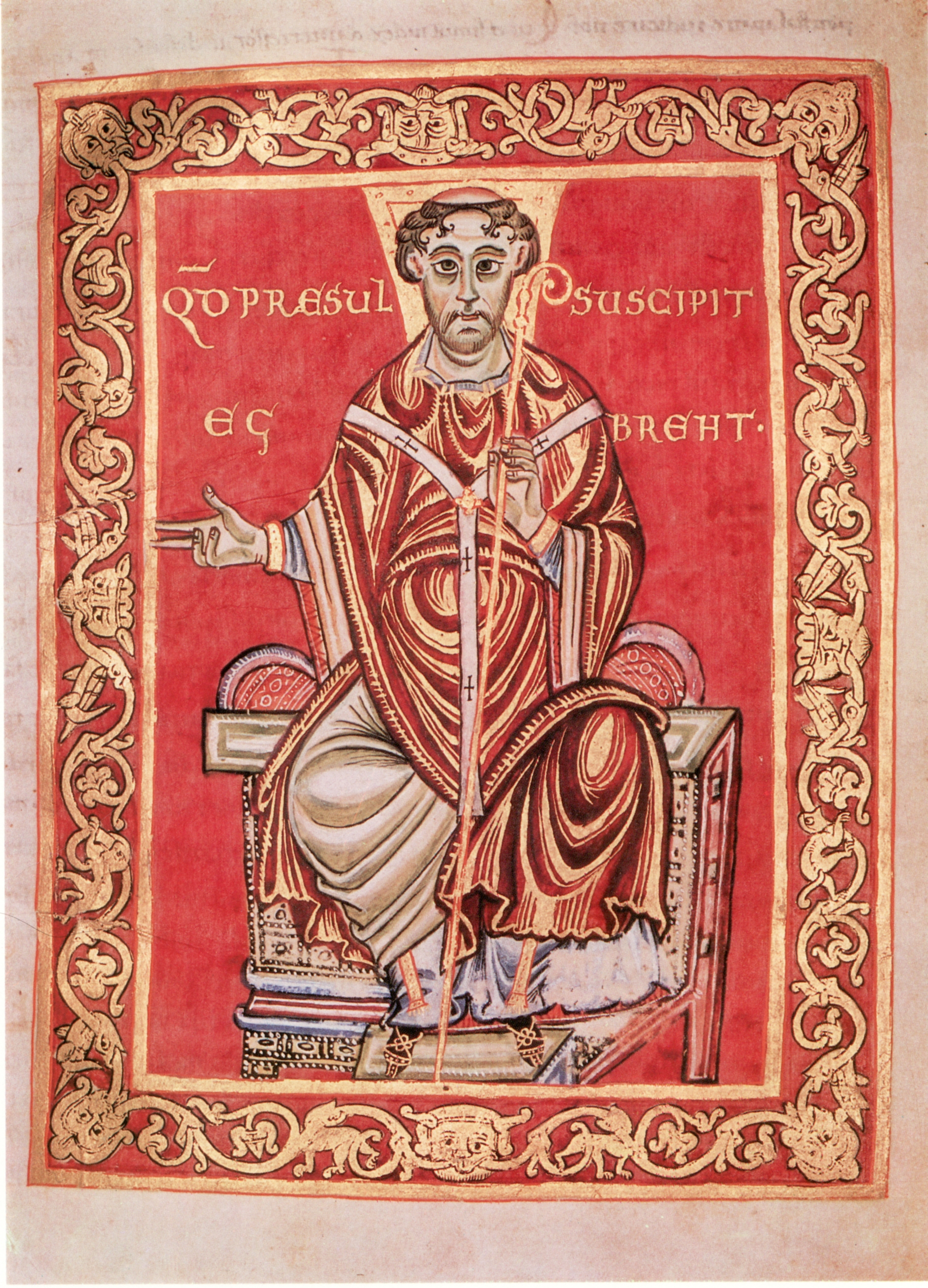
L'évêque Egbert de Trèves, porteur d'une crosse épiscopale, v. 980, codex 135 conservé au Musée archéologique national de Cividale del Friuli.

C'est de cette époque que datent les premiers témoignages d'ordinations épiscopales spécifiques qui, se distinguant de l'ordination sacerdotale, sont célébrées par un métropolitain accompagné d'au moins deux évêques et voient le nouvel évêque recevoir les attributs de sa charge : l'anneau qui l'unit à l'Église qu'il est amené à gouverner et la crosse symbolisant sa charge pastorale. « L'essence du pouvoir épiscopal réside [dès lors] dans le pouvoir d'ordre [qui fait] de l'évêque le « premier dispensateur du sacré »».
C'est à cette époque également que prennent forme les chapitres de chanoines, héritiers du collège des clercs (clerici canonici) entourant l’évêque et chargés au sein de la cathédrale de le seconder dans l’accomplissement de la liturgie, réglementés en 816 par la Règle d'Aix et son Institutio canonicorum. La seconde moitié du siècle IXe siècle voit l'apparition de sacramentaires propres aux évêques et distincts des recueils liturgiques habituellement utilisés par l'ensemble des prêtres, dont le Pontifical romano-germanique constitue un aboutissement.
Au tournant du Xe siècle, là où la royauté s'affaisse et où se développe la féodalité qui voit la montée en puissance des seigneurs qui se substituent à l'autorité royale défaillante, les évêques — responsables de terres bientôt assimilées aux fiefs — peuvent se trouver vassalisés. A contrario, dans le Saint Empire germanique des ottoniens et dans le nord de l'Italie sous son influence, le  « moment carolingien » se poursuit du moins jusqu'à la fin du XIe siècle: les empereurs y font de l'épiscopat un rouage de l'État, nommant directement les métropolitains et recrutant les évêques au sein de la chancellerie, quand ils n'imposent pas directement le titulaire du siège romain.
Néanmoins, du point de vue ecclésial et de manière générale, les évêques de l'Église latine « pré-grégorienne » se présentent ainsi, jusqu'au XIe siècle, comme autant de chefs quasi autonomes d'Églises locales liées entre elles dans une forme de « fédération » présidée par le pape de manière honorifique.

#### Réforme grégorienne
Avec la réforme grégorienne, le statut de l'évêque connaît de profondes mutations en occident, l'épiscopat changeant à la fois de dimension et de signification : si son pouvoir pastoral se renforce, l'évêque se transforme en un rouage local au sein d’une structure ecclésiale globale et centralisée, gouvernée par la papauté, dans laquelle il est soumis à un contrôle étroit de sa hiérarchie. En effet, le pape, outre le fait qu'il intervienne de plus en plus dans les nominations, dispose progressivement de la capacité à destituer ou à transférer les prélats dont les décisions de justice sont désormais susceptibles de recours devant les tribunaux pontificaux. En outre, sur le plan civil, l’émergence de gouvernements urbains empiètent sur les attributions militaires, fiscales et judiciaires des évêques, pouvant affaiblir notablement leur pouvoir politique tandis que le siège romain, dans un processus de séparation des sphères ecclésiastique et laïque, entend soustraire la fonction épiscopale à la tutelle des puissants.
Si les évêques perdent de leur autorité en matière liturgique ou doctrinale, ils doivent néanmoins veiller à la diffusion et au respect local de la législation canonique, au bon déroulement des cérémonies liturgiques et à l'orthodoxie des croyants. Et sur le plan fiscal, ils conservent l'administration de la dîme, dont ils récupèrent entre un tiers et un quart à leur profit, sommes auxquelles s'ajoutent la perception d'un cens épiscopal ainsi que diverses taxes prélevées auprès des prêtres à l'occasion des visites et synodes diocésains. 

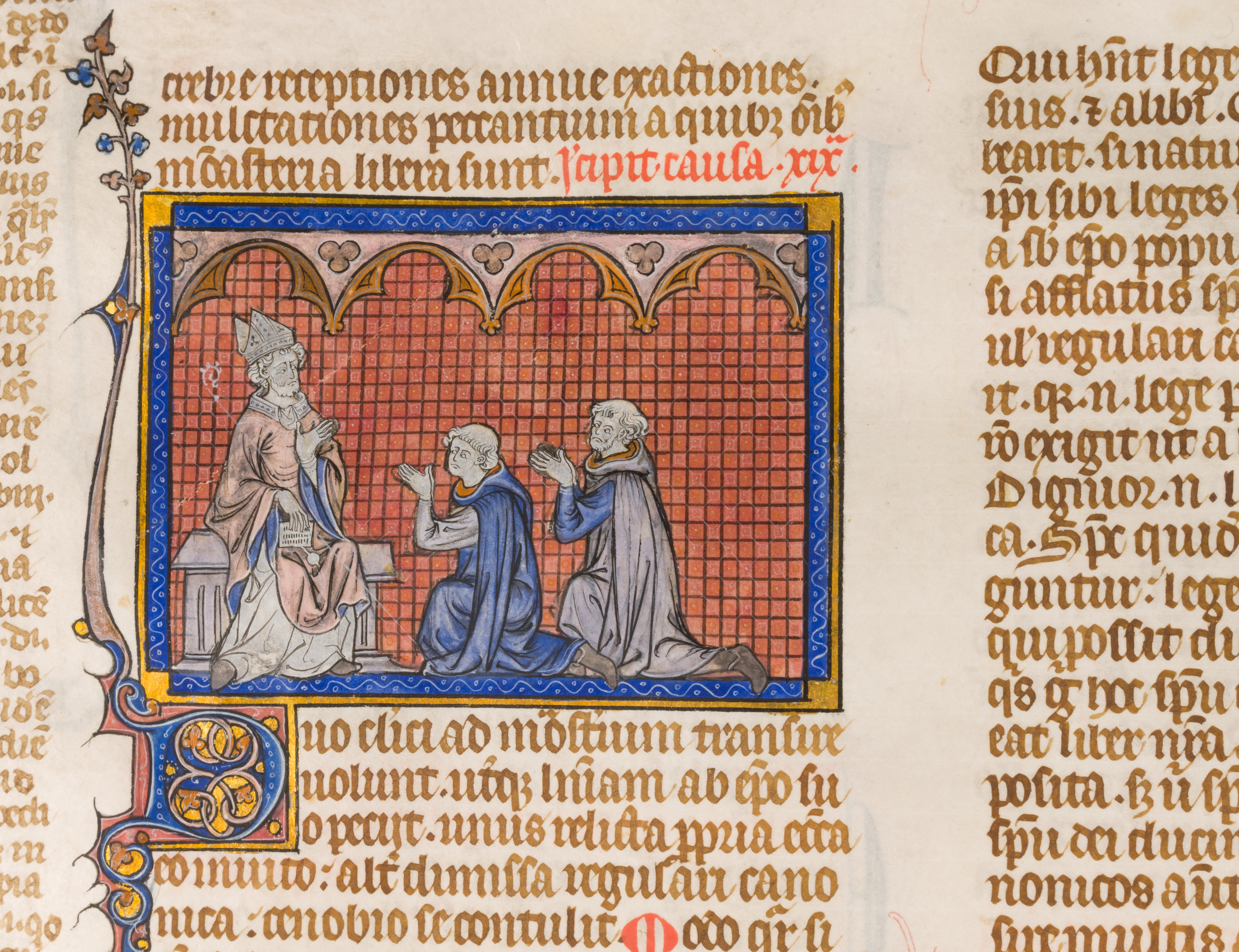
Enluminure de Maître Honoré provenant d'un manuscrit du Décret de Gratien, figurant un évêque assis sur un trône, avec mitre et crosse devant deux clercs agenouillés, c. 1290, Metropolitan Museum of Art.

À partir du XIIe siècle, le droit romano-canonique revêt des formes de plus en plus rigoureuses et, notamment avec la publication du Décret de Gratien — compilé entre 1140 et 1160 —, la nature du pouvoir épiscopal, l'officium episcopi, est clairement définie et classée en trois catégories distinctes : ordre, juridiction et enseignement (ou magistère).
L'ordre confère à l'épiscopat une dignité supérieure au sein de l'ordre des prêtres, établissant l'évêque comme un successeur des apôtres du fait de sa consécration par imposition des mains qui lui transmet l’Esprit Saint et le charisme du sacerdoce : en plus de pouvoir administrer les sacrements habituellement réservés aux prêtres, l'évêque dispense la confirmation, a le pouvoir de d'ordonner prêtres et diacres mais aussi de consacrer de nouveaux évêques, de distribuer le chrême ou encore de consacrer les lieux de culte… entre autres prérogatives. L'aspect temporel de la juridiction, qui s’exerce tant sur les clercs que les laïcs et consiste initialement à la capacité de légiférer et d'arbitrer pour garantir la paix, tend à s'amenuiser au fil de l’affirmation des justices seigneuriales ou communales, pour se concentrer dans le domaine spirituel, doctrinal et ecclésiastique. Enfin, avec le magistère, il incombe à l'évêque de diffuser et de défendre l’Évangile et la morale chrétienne, d'instruire les croyants par la catéchèse et le prêche, ainsi que de veiller à la formation des clercs : la formation intellectuelle de l'évêque devient un enjeu primordial.
Par ailleurs, afin de mettre un terme à l'appropriation dynastique de l'épiscopat par les familles aristocratiques, la réforme grégorienne confie le choix de l'évêque aux chapitres des chanoines — dont le Décret de Gratien fait les auxiliaires naturels du prélat  et qui, selon les diocèses, peuvent être entre une vingtaine et une centaine — et son investiture à l'évêque métropolitain. Ceci n'empêche toutefois pas l'aristocratie moyenne ou inférieure de souvent conserver son emprise sur les chapitres eux-mêmes. C'est également à cette époque que la gestion diocésaine se renforce avec le développement autour de l'évêque de fonctions confiées à certains membres du chapitre cathédral, où se recrutent archidiacres, trésoriers, chanceliers, écolâtres et autres chantres, ainsi que par la création de l'officialité épiscopale qui répond à la multiplication des affaires judiciaires soumises aux prélats, bientôt confiée à un décrétiste auxiliaire de l'évêque : l'official.
Ainsi, à l'issue de la réforme grégorienne, la perte d'autonomie des évêques aux XIIe et XIIIe siècles est partiellement compensée par un meilleur contrôle du diocèse par son titulaire, désormais à la tête d'une petite administration locale à la fois hiérarchique et territoriale, tandis que les évêques restent eux-mêmes souvent des hommes de cour, parfois proches des souverains ou leurs conseillers. Même si la situation est très variable selon la taille, le peuplement et les activités économiques des diocèses, la charge épiscopale reste néanmoins souvent prestigieuse — souvent occupée par des représentants de la noblesse locale mais qui sont désormais pourvus d'une solide formation théologique ou juridique — et tant les revenus que le pouvoir politique de son titulaire, qui en tant que pasteur conseille régulièrement princes ou seigneurs, restent importants.
En outre, les paroisses s'intègrent progressivement dans la structure diocésaine tandis qu'aidés de leurs chapitres, les évêques s'efforcent vigoureusement de faire reconnaitre, notamment auprès des moines, leur autorité sur l'ensemble des lieux de cultes, églises ou chapelles, ainsi que sur leurs desservants présents dans des diocèses devenus au XIIIe siècle « le cadre de pratiques administratives, fiscales et pastorales territorialisées [constituant] à ce titre l'échelon clé d'une institution, l'Église, qui se pense elle-même de manière globale comme un ensemble territorialisé dominé par une papauté impériale ».

### Empire byzantin
En Orient, l'empire Byzantin ne connait pas d’équivalent à la réforme grégorienne dans la mesure où, si en Occident le pape est géographiquement éloigné des autorités temporelles, à Constantinople, le siège patriarcal est situé à quelques pas du palais impérial, dans une proximité rendant difficile toute velléité de politique personnelle dans le chef du patriarche. En outre, l'organisation cléricale ne change plus fondamentalement à partir du VIIe siècle, dans la lignée des premiers canons conciliaires et de la législation justinienne.

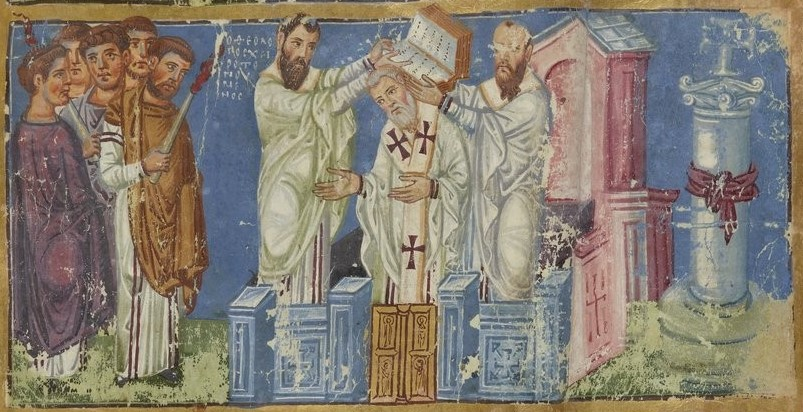
Consécration épiscopale de Grégoire de Nazianze, miniature sur parchemin tirée d'un manuscrit dédié à l'empereur Basile Ier le Macédonien, v. 880, Bibliothèque nationale de France.

Responsable des affaires spirituelles et temporelles de l'Église en son diocèse et relais de l’autorité centrale dans les provinces de l'Empire, l'évêque oriental est généralement choisi par le métropolite — l’évêque du chef-lieu d’une province — dans une liste de trois candidats retenus parmi les clercs ou les moines de l'éparchie par les évêques suffragants réunis en un synode provincial convoqué et coordonné par le métropolite, qui se doit d'organiser une telle réunion une fois par an. Le candidat, qui doit être baptisé et avoir été confirmé, doit faire preuve de compétences intellectuelles, psychologiques et culturelles ainsi que de bonnes capacités de gestion et d'administration. 
À la différence des patriarches, presque exclusivement recrutés au sein des grandes familles de l’Empire qui fournissent à l’administration impériale ses plus hauts dignitaires, les évêques, bien qu'eux-mêmes souvent issus des rangs de l'aristocratie, particulièrement pour les métropolites, peuvent être issus des familles de notables, voire de familles plus modestes, des provinces de l’Empire. Il acquièrent généralement les compétences nécessaires à la fonction en franchissant les divers degrés des ordres ainsi que le préconise le concile Prime-second de 861 mais certains ont la possibilité ou la chance de se former à l'école patriarcale de Constantinople. 
En outre des compétences théologiques et juridiques, une carrière ecclésiastique permet l'acquisition des qualités nécessaires de gestionnaire et d’administrateur, en prenant en charge l’économat, particulièrement au sein de monastères. Ainsi le parcours monastique précède-t-il très généralement la carrière épiscopale, d'autant plus qu'à la différence des autres clercs qui peuvent garder leur épouse après la consécration cléricale, le candidat à l'épiscopat doit, s'il veut accéder à la fonction, abandonner celle-ci avec laquelle il ne peut plus cohabiter, devant toutefois subvenir à ses besoins : de ce fait, les évêques sont bientôt essentiellement recrutés parmi les célibataires, et donc particulièrement dans les milieux monastiques dont la spiritualité influe de facto sur le milieu épiscopal.
Aux côtés des représentants du pouvoir civil, l'évêque, acteur religieux, politique et économique majeur de la société byzantine, constitue le second pôle de l'autorité provinciale. Dans son diocèse, il a autorité sur l'ensemble du clergé et sur les monastères quand ils ne dépendent pas directement du patriarche ou ne sont pas indépendants. Sur le plan temporel, l'évêque administre les biens de l'Église et de la cité dont il a la charge ainsi qu'il a juridiction sur les affaires entre clercs et laïcs, voire, s'il est sollicité, arbitre les différends entre laïcs. Il lui incombe, par son autorité morale, de protéger les plus faibles, de nourrir les plus pauvres, de participer au rachat des prisonniers de guerre... ainsi d’intercéder en leur faveur face aux exigences et prétentions des agents du fisc face auxquels il veille également à défendre les intérêts de son Église comme les siens propres. 

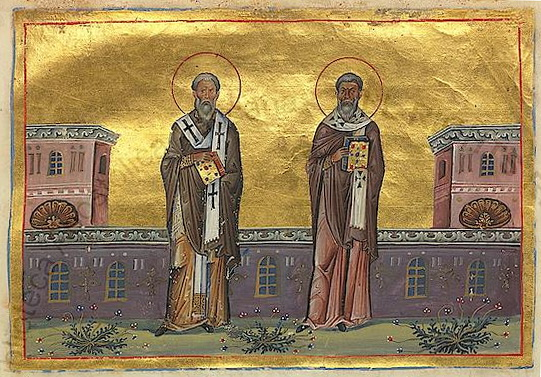
Enluminure figurant Isaac et Mélèce, évêques de Chypre portant lomophorion, Ménologe de Basile II, Xe siècle.

Pasteur par excellence ainsi qu'en témoigne le port de l'omophorion, la prédication est l’un de ses principaux devoirs et son privilège exclusif dans son diocèse où nul ne peut prêcher sans son autorisation, pas même l'un de ses collègues. Il a autorité pour trancher sur diverses questions canoniques et veille sur l’administration des sacrements ; il est en outre le seul habilité à préparer le myron, une huile parfumée utilisée à l'occasion des baptêmes, pour consacrer les autels ou  encore lors de  la dédicace des églises.
L'Église byzantine ne prélevant pas de dîme, l'évêque, assimilé à une nouvelle catégorie de fonctionnaire, tire ses revenus d'une rémunération directement allouée par l’État ou provenant des dotations foncières de l’évêché, qui sont des terres publiques. Ces revenus peuvent  être complémentés par le bénéfice des biens possédés par l'Église ainsi que d'un kanonikon, un prélèvement en espèce ou en nature sur les redevances tarifées perçues par les clercs pour administrer aux laïcs des services liturgiques à leur intention ou celle de leur famille.
L’évêque doit parfois se substituer intégralement aux autorités laïques, particulièrement en cas de défaillance du pouvoir impérial, comme c'est le cas à la suite des invasions arabes et slave du VIIe siècle puis seldjoukides à partir du XIe siècle, isolant les cités dont ils ont la charge : il devient alors pour ses coreligionnaires l’unique juridiction et, pour les nouvelles autorités, l’unique interlocuteur légitime, responsable de tout ce qui concerne sa communauté, y compris pour la gestion au quotidien de la vie civile.

## La «fabrique» de l'évêque

### Succession apostolique
L’affirmation selon laquelle les ministères de l'Église remontent aux apôtres est attestée dès les années 80 par les Épîtres pastorales et, une dizaine d'années plus tard, la Première épître de Clément affirme que les épiscopes, comme les diacres, ont été institués par les apôtres eux-mêmes, dans la première attestation connue de la chaîne de transmission de l'autorité Dieu-Christ-apôtres-épiscopes.
Très tôt apparaissent des listes d'épiscopes que l'on fait remonter aux apôtres afin de démontrer l’orthodoxie d’une communauté locale dans un procédé connu dans la littérature antique qui a pour fonction de témoigner d'une ancienneté plutôt que d'une historicité : si l'on en croit Eusèbe de Césarée († 339) qui écrit au tournant du IVe siècle et pour lequel le sujet « tourne à l’obsession », l’utilisation des premières listes d’épiscopes d'origines apostoliques débute avec Hégésippe de Jérusalem († 180) ; elles sont développées ensuite chez Irénée de Lyon († 202) qui leur consacre le livre III de son Adversus Hæreses, chez Hippolyte de Rome († 235) ou encore Julius Africanus († 240). Vers le milieu du IIIe siècle, dans le cadre d'un conflit d'autorité dans sa communauté, Cyprien de Carthage affirme que les évêques, institués par Jésus lui-même dans la personne des apôtres, sont supérieurs aux diacres qui ne l'ont été qu'à la Résurrection.
Dès la fin IVe siècle, l'apparition du terme « apostolique » dans le Credo atteste cette revendication d'une continuité de l’Église tant dans son message et dans ses institutions depuis l'époque des apôtres et, au début du Ve siècle, Augustin d'Hippone fixe la doctrine selon laquelle les évêques sont dépositaires de la succession de ces derniers : depuis lors, « le motif ecclésiologique qui fait des évêques les successeurs des apôtres paraît ressortir à la catégorie des invariants ». Ainsi, entre les IXe et XIIIe siècles, afin de pallier l'absence d'origines antiques, les diocèses médiévaux recourent régulièrement à la création de « romans diocésains » qui font remonter leur fondation aux temps constantiniens ou apostoliques.

### A clero et populo

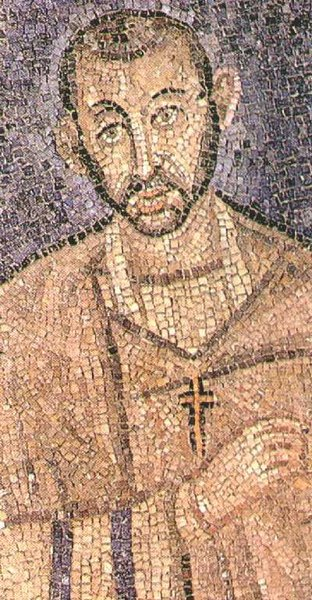
Ambroise de Milan (339-397). Mosaïque du Ve siècle dans la chapelle San Vittore in Ciel d'Oro de la basilique Saint-Ambroise de Milan.

S'il n'existe pas de documentation précise sur la manière dont les communautés chrétiennes choisissent leurs presbytres et autres épiscopes au cours des deux premiers siècles de l'ère commune, les récits néotestamentaires semblent néanmoins attester de l'existence processus électifs chez les premiers disciples de Jésus de Nazareth, comme lorsqu'ils choisissent les Sept diacres ou portent Siméon à la tête de la communauté de Jérusalem. 
Durant la période qui s'étend du IIIe au XIIe siècle, l'évêque est régulièrement élu suivant le principe a clero et populo (« par le clergé et par le peuple ») dont la première attestation figure dans le recueil généralement daté des premières décennies du IIIe siècle, longtemps connu sous le nom de Tradition apostolique, qui prescrit « que l’on ordonne évêque celui qui a été choisi par tout le peuple ».
L'adage recouvre cependant dans les faits des pratiques fort variables et connaît modalités de réalisation fort différentes selon les lieux et les époques. Néanmoins, de manière générale, en engageant à la fois la communauté locale  — peuple et clergé —, ainsi que le réseau des Églises voisines à travers la participation de leurs évêques sous la houlette de l'évêque métropolitain dont l'autorité s'affirme peu à peu, l'élection a clero et populo, entend affirmer l'unité de l'Église. Si la présence du peuple — qui doit signifier son consentement par le suffragium, une approbation enthousiaste voire une acclamation à l'élection ou à la consécration du nouvel évêque — est un facteur dans la désignation épiscopale nécessaire à la démonstration de cette unité, les modalités précises de cette participation restent indéterminées juridiquement ; de la même manière le nombre d'évêques voisins dont il faut obtenir le consensus et qui doivent procéder à l'ordination est variable.
Assez rapidement, des limites apparaissent à l'autonomie des communautés, notamment occasionnées par la multiplication des sièges épiscopaux au IVe siècle : dès le concile de Sardique, en 343, les populations d'un village ou d'une petite ville sont invitées à se contenter d'un prêtre afin de ne pas « avilir le nom et l'autorité de l'évêque » et, vers la même époque, le pseudo-concile de Laodicée stipule qu'« il ne faut pas permettre aux foules de procéder à l’élection [des évêques] » tandis qu'en 390, un concile de Carthage interdit aux communautés de se doter de manière autonome d'un évêque, l'initiative devant en revenir à un évêque déjà en place.
Néanmoins, certaines élections notables comme celles de Martin de Tours (v. 371), d'Ambroise de Milan (v. 374) ou encore de Germain à Auxerre (418) attestent des procédures électives associant le peuple, tandis que l'évêque de Rome Léon Ier écrit encore en 445 que « les vœux des citoyens, le témoignage populaire, l'avis des notables, l'élection des clercs sont requis pour l'ordination des évêques » qui doivent être « élu[s] par tous » précisant  qu'il doivent l'être par « l’accord du clergé et du peuple ». L'évêque de Rome recommande par ailleurs que les candidats à l'épiscopat aient parcouru l'entièreté du cursus clérical car il n'est pas rare jusque-là que des laïcs accèdent à la fonction.

### De l'élection à la nomination

#### Empire
Convoqué en 325 par l'empereur Constantin Ier, le concile de Nicée s'attache à préciser le rôle des évêques — qui sont en principe élus à vie — afin d'éviter les contestations, interdisant notamment la translation d'un évêque d'un siège à un autre. Il établit dans son canon 5 du l'obligation du recours aux synodes épiscopaux provinciaux pour choisir les évêques ce qui revient, même si les communautés de fidèles peuvent toujours refuser un candidat, à remettre l'élection épiscopale dans les mains des évêques.
Après Nicée, la crise arienne — une querelle dogmatique entre ariens et nicéens qui dure plusieurs décennies — divise profondément le monde chrétien et son clergé, particulièrement en Orient : des factions s'opposent parfois violemment et se disputent les sièges épiscopaux les plus prestigieux, ce qui amène le pouvoir civil à intervenir et se mêler des élections épiscopales. Si Constantin n'intervient lui-même que pour exiler quelques évêques récalcitrants, son fils Constance II est beaucoup plus interventionniste et installe d'autorité sur les sièges épiscopaux des personnalités favorables à l'approche arianisante à laquelle il souscrit, déposant et exilant les opposants à sa politique religieuse. Cette approche césaropapiste — Constance affirme « ce que je veux doit être le canon de l'Église » — est poursuivie par ses collègues ou successeurs, selon le parti qu'ils défendent. On retrouve de telles nominations par le pouvoir également dans le royaume d'Arménie voire chez les Sassanides.
Tout au long des IVe et Ve siècles de nombreuses règles sont édictées concernant l'âge des candidats mais qui ne s'accordent entre elles que sur le fait qu'il faut un âge minimum : 50 ans pour les Constitutions apostoliques, 35 ans puis 30 ans pour Justinien, 45 ans suivant une décrétale du pape Sirice… Mais les dérogations semblent avoir été nombreuses et les règles peu suivies, Augustin d'Hippone faisant par exemple élire un jeune lecteur de 20 ans au siège de Fussala (en). Du fait des fonctions temporelles qui incombent de plus en plus à la charge, les candidats à l'épiscopat se recrutent souvent dans les milieux aisés et cultivés du sein desquels sont déjà issus les hauts fonctionnaires de l'État, particulièrement dans la classe curiale dont les membres peuvent être dans des états de fortune très éloignés, issu de familles relativement modestes comme Augustin d'Hippone ou très fortunées comme Basile de Césarée.

#### L'Église grecque
En Orient, si le choix de l'évêque est soumis à des règles précises bien codifiées et auxquelles les textes canoniques des IXe et Xe siècles font encore référence. Si ces règles accordent une place prépondérante aux clercs et condamnent toute intervention extérieure, humaine ou financière, les sources ne permettent pas de distinguer si c'est un système de nomination ou d'élection qui prévaut, évoquant tant la χειροτονία (« chirotonie », imposition des mains conférant l'ordination) que le ψῆφος (« psephos », suffrage). 
Néanmoins, dès le début du VIe siècle, la procédure veut que le clergé et le peuple présentent trois candidats au métropolite parmi lesquels celui-ci choisit, au cours d'un synode provincial, un titulaire et procède à son ordination. Cependant, les notables de cité, agissant au nom de la communauté, sont bientôt substitués au peuple, avant que le processus ne soit progressivement confisqué par les seuls évêques au bénéfice d'une Église cherchant à se prémunir contre toute intervention des milieux laïcs qui pourrait entamer son pouvoir. Ainsi, à partir du VIIIe siècle, la règle édictée à Nicée en 325 est régulièrement rappelée, qui veut qu'aucun élément extérieur à la hiérarchie ecclésiastique ne prenne part au choix de l’évêque, et, à la fin du IXe siècle tant le 4e concile de Constantinople que l’Épanagogue précisent explicitement que seule l’assemblée des évêques est habilitée à établir et ordonner un nouvel évêque.
Mais, à partir de la fin du XIe siècle, l’autorité du processus synodal pour la désignation des évêques est battu en brèche par l’interventionnisme impérial dans le choix des prélats. On observe par ailleurs à cette époque une accélération du mouvement de concentration des élections épiscopale à Constantinople qui trahit, malgré la prescription faite aux évêques par les canons conciliaires de résider dans leur diocèse, un transport massif du corps épiscopal vers la capitale afin de demeurer là où l’empereur, le patriarche et les métropolites se rencontrent dans le cadre du « synode permanent » et où se prennent les grandes décisions de l’État et de l’Église. Cette « constantinopolisation » accentue la distance entre la capitale et la province qui reste pourtant la base du pouvoir épiscopal. 

#### L'Église latine médiévale
En Occident, où l'Église est moins structurée qu'en Orient byzantin, la période mérovingienne est caractérisée par une intervention croissante des autorités royales des royaumes francs dans les nominations épiscopales et si les évêques défendent une élection par « le clergé et le peuple » — le « peuple » est alors à comprendre comme les notables laïcs  —, ils s'accordent bientôt sur la nécessité de l'intervention royale : le concile national d'Orléans de 549 précise ainsi explicitement qu'il faut obtenir l'« assentiment du roi » (cum volontate regis), qui ne doit toutefois pas se substituer à l'élection, le corps épiscopal et les souverains insistant chacun dans les décennies qui suivent sur leur prérogative respectives ; il n'est d'ailleurs pas rare que ces derniers nomment des fonctionnaires laïcs issus de l'administration palatine, dont les capacités de gestion emportent l'adhésion locale, mais favorisent aussi, notamment dans les villes de moindre importance, la « vénalisation » de la charge ecclésiastique en acceptant l'argent des candidats à l'épiscopat.
Ainsi, dès la seconde moitié du VIIe siècle, les nominations d'évêques par les souverains européens se multiplient et les titulaires de la charge se recrutent de moins en moins chez les clercs ; néanmoins, souvent choisies parmi les fonctionnaires royaux, ces personnalités cultivées mettent leurs talents de gestionnaires au service de l'Église. Les carolingiens accentuent le mouvement puis, à la fin du IXe siècle, avec le développement de la société féodale qui voit la montée en puissance des seigneurs laïcs (optimates, nobiles, potentes) qui se substituent à l'autorité royale défaillante, les évêques — en charge de terres bientôt assimilés aux fiefs — se trouvent souvent vassalisés et le principe de l'élection bafoué au bénéfice de nominations suivant les intérêts politiques ou économiques des puissants, quand les évêchés ne sont pas tout simplement vendus. 
D'une manière ou d'une autre, la nomination des évêques est ainsi progressivement accaparée par le pouvoir séculier et, si l'on peut noter le plaidoyer des évêques pour le rétablissement du principe électif, force est de constater la disparition de celui-ci au cours des Xe et XIe siècles.
C'est alors que s'engage la réaction ecclésiale connue sous le nom de « Réforme grégorienne » : en 1080, Grégoire VII entend rétablir le processus a clero et populo sous la présidence d'un métropolitain ou d'un légat de Rome tandis que le concile de Latran en 1123 réclame le principe de l'élection canonique des évêques.  L'évolution de la titulature à partir du XIe siècle témoigne de l'émergence de l'affirmation du pouvoir papal en la matière : les charges épiscopales ne sont bientôt plus obtenues par la seule « grâce de Dieu » mais également par « [celle] du siège apostolique » et en 1047, le pape Clément II utilise pour la première fois le terme papatus (papauté) pour marquer la supériorité de l'évêque de Rome sur l’episcopatus (épiscopat).
Prérogative papale
Vers le milieu du XIIe siècle, la compilation canonique du Décret de Gratien témoigne clairement de la volonté d'exclure les laïcs de l'élection épiscopale et sa responsabilité semble largement engagée dans « l'altération de l'authentique tradition qui reconnaissait à la communauté de fidèles une participation effective au choix des évêques » au cours du premier millénaire. En outre, la multiplication des besoins d'arbitrages pour des élections disputées ainsi que l'importance politique de ces nominations, quand ce ne sont pas plus prosaïquement des enjeux financiers, engagent la papauté dans une voie plus directive et centralisatrice qui permet d'asseoir l'autorité de du Souverain pontife. 
Le principe électif tombe ainsi progressivement en désuétude à partir du XIIe siècle, réservé dans un premier temps aux seuls collèges de chanoines avant d'être remplacé au XIIIe siècle par les nominations pontificales. C'est en effet à partir du pontificat d’Innocent IV (1243-1256), une prélat versé dans le droit canon sous le règne duquel se généralise la notion de plenitudo potestatis —  la « toute-puissance pontificale » déjà développée par Innocent III, (1198-1216) — que la pratique des nominations pontificales des évêques tend à devenir la règle.
Les profits que la papauté tire des nominations auxquelles elle procède ne sont pas étrangers à la généralisation du système qui contraint les nouveaux prélats à s'acquitter de sommes ou bénéfices considérables en faveur du Saint-Siège qui, en plus de conforter son pouvoir, trouve là une importante source de revenus. Sous la justification de cette plenitudine potestatis, Innocent IV se livre dès 1246 à des nominations directes connues sous le nom de « mandats de provision » et, au terme de différentes dispositions de renforcement prises par ses successeurs, la nomination papale devient quasiment la règle sous la papauté avignonnaise au point qu'Urbain V affirme en 1363 son droit de désigner tous les évêques.
Ainsi, dans l'Église latine, on peut considérer que l'élection épiscopale disparait au cours du XIVe siècle, au profit de la nomination de fait des évêques par le pape, bien que la pratique ne soit établie en droit sur le plan canonique que depuis 1917, avec la parution du Code de droit canonique : celui-ci stipule alors explicitement, en son canon 329, d'une part que « le pontife romain nomme librement les évêques » et, d'autre part, que les élections sont désormais des exceptions consenties par l'évêque de Rome.  
Le Code de 1983 reprend cette formulation, précisant toutefois en son article 377 que le pape peut également « confirmer (les évêques) qui ont été légitimement élus ». Il demeure en effet quelques exceptions, notamment pour certains évêchés allemands, autrichiens et suisses où les chapitres cathédraux élisent l'un des trois candidats retenus par le Saint-Siège dans une liste préalablement soumise par les chapitres ou les conférences épiscopales, ou encore aux Pays-Bas où demeure le système de la terna qui voit le chapitre suggérer au souverain pontife une liste de trois candidats, sans que ce dernier soit toutefois obligé d'y opérer son choix.  

## Épiscopat dans les confessions chrétiennes

### Église catholique

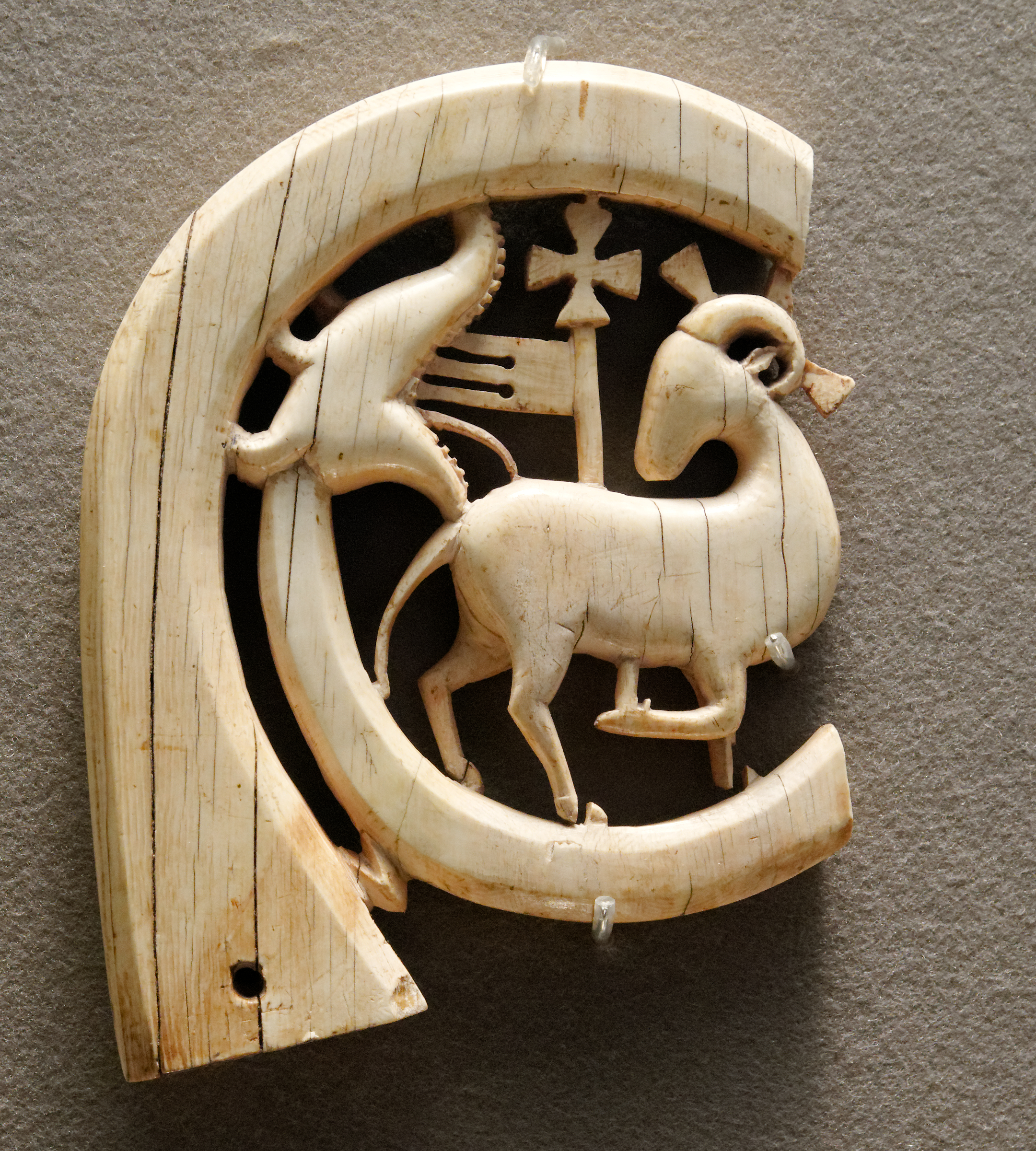
Crosseron d'évêque, Italie, XIIIe siècle, musée du Louvre.

#### Théologie catholique de l'épiscopat
La théologie de l'épiscopat distingue trois éléments constitutifs, de droit divin, tous trois également d'origine apostolique :
- La titulature attribuée par l'élection, ou la désignation canonique, qui investit du droit au siège ;
- Le pouvoir d'ordre, conféré par l'imposition des mains, ou ordination épiscopale, par un ou plusieurs évêques, qui alloue à son tour les pouvoirs sacramentels d'ordination épiscopale et sacerdotale, le pouvoir de confirmation pouvant être délégué par l'évêque dans son diocèse.
- La juridiction, assumée au moment de la prise de possession du siège, ou investiture, qui confère l'autorité spirituelle et administrative immédiate sur une portion donnée du peuple de Dieu, l'Église particulière : diocèse, ou éparchie, ou patriarcat (ou même l'ensemble de l'Église catholique, dans le cas précis du pontife romain, c'est-à-dire du pape, qui est évêque de Rome.

Ces trois éléments, normalement unis et coordonnés l'un à l'autre, peuvent être accidentellement disjoints. La titulature et la juridiction peuvent varier, en cas de démission, ou de mutation de siège, par exemple. Le pouvoir d'ordre est donné pour toujours : sacerdos in aeternum.
La titulature et la juridiction sont distinctes pour chaque évêque ; ce sont elles qui constituent la hiérarchie ecclésiastique. Le pouvoir d'ordre, quant à lui, est unique et identique pour tous les évêques. Il fonde ce qu'on appelle la collégialité épiscopale. Tous trois, titulature, pouvoir d'ordre et juridiction, sont une participation au sacerdoce du Christ, unique vrai prêtre et pasteur.

#### Titres et fonctions

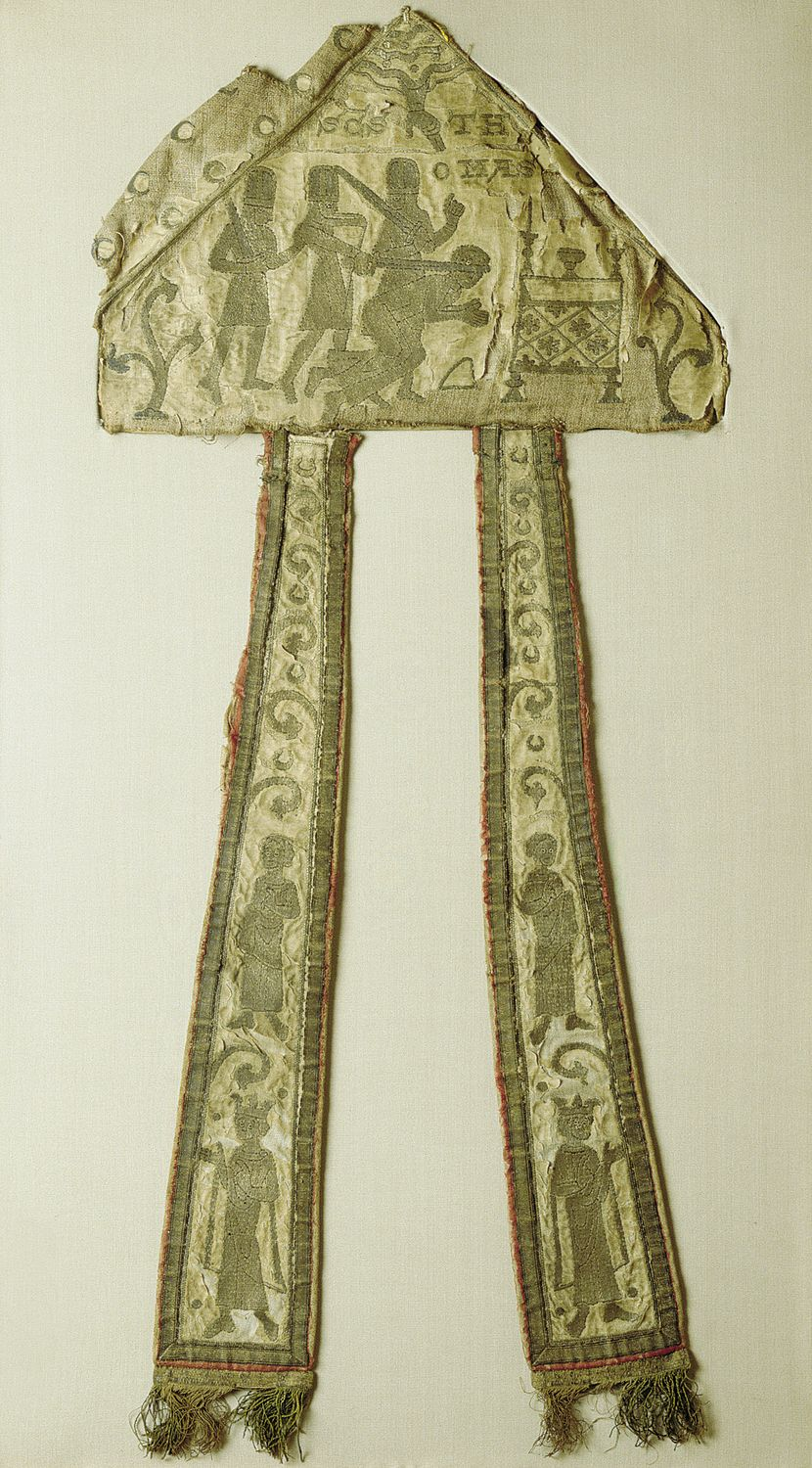
Mitre de Jacques de Vitry, fabrication anglaise entre 1216 et 1230, conservée dans le trésor d'Hugo d'Oignies à Namur.

##### Évêque diocésain et évêque titulaire
On distingue entre l'évêque diocésain et l'évêque titulaire : « Sont appelés diocésains les Évêques auxquels est confiée la charge d'un diocèse; titulaires, les autres Évêques »
Dans l'Église latine, l'évêque diocésain peut être :
- Pape, évêque de Rome, ayant juridiction sur ce diocèse mais aussi ayant une juridiction plénière complète sur toute l’Église catholique
- Primat, archevêque d'un diocèse le plus prestigieux et le plus ancien d'un pays (Par exemple, Lyon pour la France) et dont il a la juridiction
- Patriarche, archevêque ayant ce titre (dans l'Église latine seulement honorifique), par exemple de Lisbonne ou de Venise
- Archevêque, évêque investi de la charge d'un archidiocèse

L'évêque titulaire peut être :
- au service du pape dans la curie romaine ou comme nonce apostolique etc.
- pour exercer une fonction sur le territoire de divers diocèses[166], comme directeur d'une œuvre missionnaire pontificale, assistant ecclésiastique de l'Action catholique, recteur d'université catholique etc.
- au service d'un diocèse particulier, comme évêque auxiliaire

Les évêques titulaires mentionnés jusqu'ici reçoivent le titre d'un siège titulaire, un diocèse éteint ou supprimé. Il y a aussi des évêques titulaires sans siège titulaire :
- L'évêque émérite, qui, pour des raisons de santé ou pour avoir atteint la limite d'âge ou pour d'autres raisons, a présenté la démission de sa charge d'évêque diocesain, acceptée par le pape
- L'évêque coadjuteur destiné à être successeur de l'actuel évêque diocésain

##### Évêques en situation irrégulière
Évêque suspendu par Rome, et perdant toute juridiction, s'il en avait une, mais gardant le pouvoir plénier d'ordination qui devient illicite mais qui reste valide.
Évêque excommunié  latae sententiae (excommunication automatique) pour avoir consacré un nouvel évêque sans l'aval de Rome, mais conservant cependant son pouvoir plénier d'ordination, lequel devient illicite et conduit en principe à un schisme.

#### Paramentique

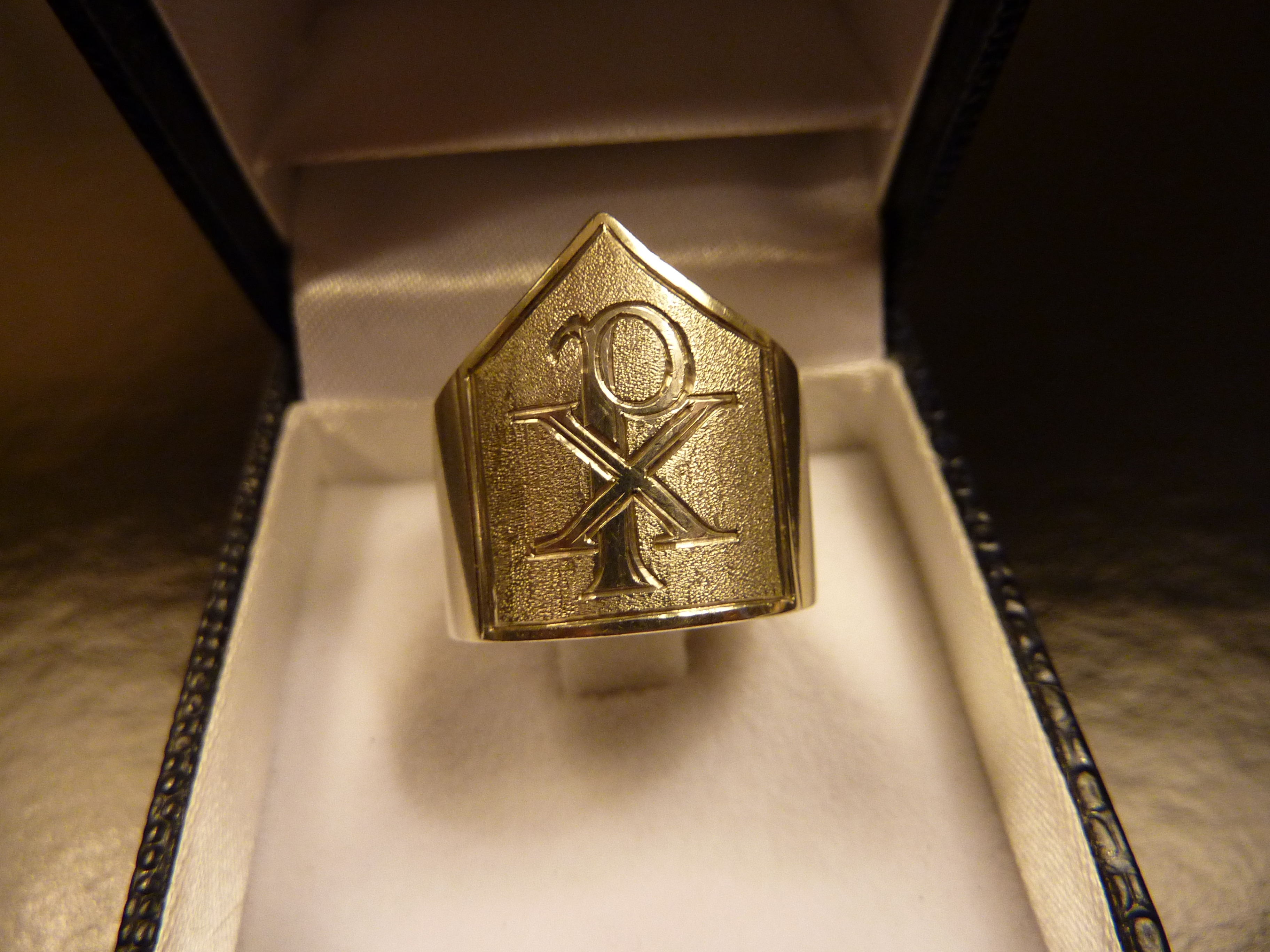
Anneau pastoral portant le chrisme.

Un évêque catholique se reconnaît à différents attributs :
- Il porte une croix pectorale et un anneau pastoral (anneau épiscopal) ;
- Sa soutane (ou livrée) est violette, autrefois entièrement, aujourd'hui noire doublée et filetée de cramoisi, avec une ceinture large en soie, ou en moire, voire en matière soyeuse, faisant le tour de la taille et se fermant sur le côté gauche, retombant en deux pans descendant au-dessous du genou ;
- Une calotte violette ;
- Il porte une mitre lors des cérémonies liturgiques ;
- Il dispose d'une crosse symbole de sa fonction de pasteur ;
- Il se choisit une devise épiscopale ;
- Il a des armoiries composées d'un écu propre à chaque évêque entouré d'ornements extérieurs communs à tous les évêques :

- - un « chapeau » : vert pour les évêques et archevêques ou les assistants au trône pontifical, rouge pour les cardinaux. Ce vert était, à l'origine, le symbole de leurs franchises et exemptions de droits ;
  - entourant le chapeau des évêques : une cordelière d'où pendent douze voire vingt houppes vertes (ou glands appelé galero) accompagne les ornements extérieurs de l'écu. Le vert en héraldique se dit sinople. Les houppes pendant de chaque côté du chapeau et son posées 1, 2, 3, voire 1, 2, 3 et 4. Les houppes sont au nombre de trente pour les archevêques, également vertes et posées en cinq rangs de chaque côté, dans cet ordre : 1, 2, 3, 4, 5 ;
  - l'écu est posé sur une croix de procession : à une traverse[167] pour les évêques, et plusieurs traverses pour les archevêques, primats ou cardinaux ;
  - une devise figurant sous l'écu. L'évêque la choisit lui-même et la conserve toute sa vie, même lorsqu'il est promu cardinal par exemple ;
  - autrefois, les insignes et rubans de décorations et médailles entouraient l'écu ;
  - pour certains évêques et pour tous les archevêques un pallium entoure aussi parfois l'écu (mais pas toujours même pour ceux qui y ont droit, ni pour ceux de haut rang comme les primats ou les cardinaux). Le pallium est un ornement liturgique catholique consistant en une bande d'étoffe de laine blanche. Son nom vient du latin pallium (au pluriel pallia) qui signifie manteau. Le pallium est orné de cinq croix pattées monochromes en soie symbole des plaies du Christ, une sur chaque appendice et quatre sur la partie circulaire. Les croix et les extrémités des parties pendantes du pallium sont noires (sauf pour le Pape où elles sont de couleur rouge). Pendant toute une partie du Moyen Âge les croix du pallium ont été de couleur rouge pour tous ;
  - une mitre était souvent posée sur l'écu mais cet usage est maintenant prohibé depuis quelques dizaines d'années.
  - une couronne était autrefois posée sur l'écu. Elle était soit familiale, soit représentant les titres de noblesse attachés au chef d'un évêché.

#### Nomination et consécration
Les évêques sont nommés par le pape, à partir de listes transmises à Rome par le nonce apostolique, établies par les évêques d'une même province ou même région ecclésiastique. Chaque évêque a le droit de faire des propositions.
Dans le passé, la désignation des évêques a souvent donné lieu à des luttes entre les pouvoirs politiques et l'Église catholique, par exemple la querelle des Investitures, au XIe siècle, entre les papes et les empereurs romains germaniques.
De nos jours, les évêques sont nommés par le Saint-Siège, cette règle connaissant des exceptions, comme en France pour l'évêque aux armées qui est fonctionnaire, et pour l'archevêque de Strasbourg et l'évêque de Metz, qui sont nommés formellement par le président de la République française (selon le concordat en Alsace-Moselle) mais sur proposition de Rome, et quelques diocèses de Suisse.
D'autre part, dans les Églises catholiques orientales, les évêques des Églises patriarcales et archiépiscopales majeures sont désignés par le synode ou par le patriarche.

#### Ministère féminin
Contrairement à d'autres confessions chrétiennes, l'ordination des femmes est exclue par le droit canon, qui dispose que « seul un homme baptisé reçoit validement l'ordination sacrée ». Certains auteurs interprètent toutefois une mosaïque romaine du IXe siècle comme attestant de l'existence passé d'un épiscopat féminin.

### Église orthodoxe

#### Théologie orthodoxe de l'épiscopat

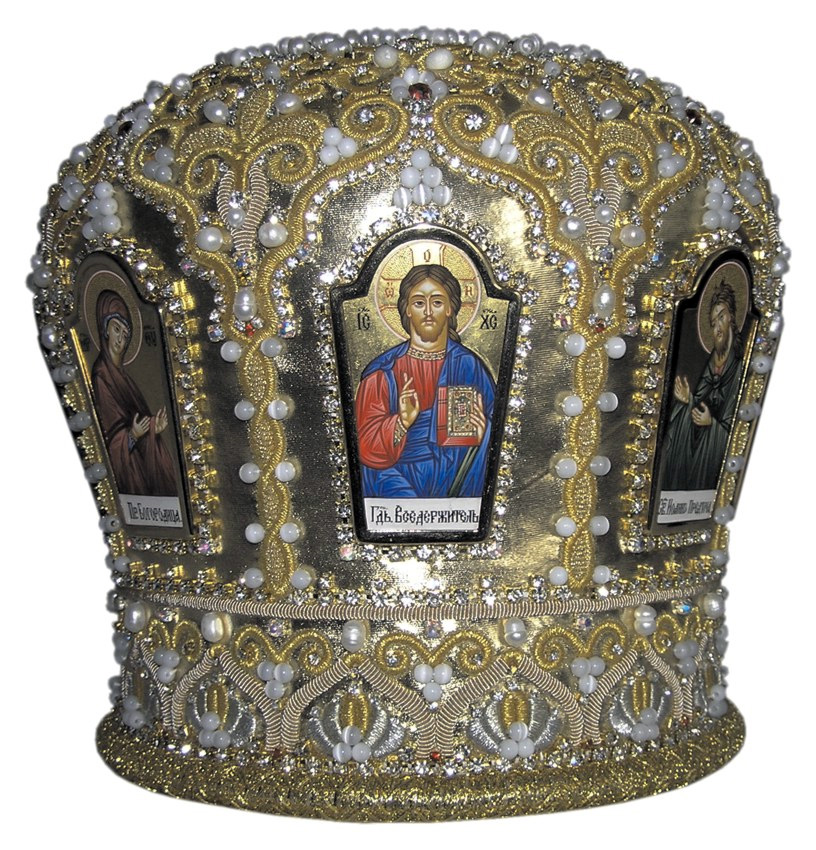
Mitre d'évêque orthodoxe ornée d'icônes du Christ, de la Théotokos et de Jean le Baptiste (déisis).

L'évêque occupe le degré suprême de la hiérarchie ecclésiastique. Il est le successeur des apôtres qui préside à l'eucharistie. Il est l'icône du Christ et le pasteur d'une église particulière dont il porte le nom dans sa titulature. Il est le surveillant et le responsable de la doctrine et de l'enseignement de ses ouailles. Il veille à la communion à l'intérieur de son église et à la communion de son église avec les autres églises orthodoxes.
Seuls les hiéromoines (moines, prêtres) accèdent à l'épiscopat. Il en découle que les évêques orthodoxes sont astreints non seulement au célibat mais aussi au monachisme, contrairement aux prêtres orthodoxes qui peuvent rester mariés s'ils l'étaient déjà avant leur ordination diaconale.
L'évêque orthodoxe n'est pas « responsable d'une portion du peuple de Dieu » selon la formule du catholicisme. Il est, par la grâce de son épiscopat et par la sainte eucharistie qu'il préside ou qui est célébrée en son nom, celui qui a le pouvoir sacramentel de transformer en Église le troupeau de fidèles qui se rassemble autour de lui.

#### Titulature
- Primat, si l'évêque préside une église autocéphale ou autonome.
- Archevêque, s'il est primat, ou s'il préside une province.
- Patriarche, Catholicos ou Maphrien les plus hauts titres honorifiques de primat.
- Métropolite (usage russe), s'il occupe un siège à la tête d'une province importante  ou s'il occupe n'importe quel siège comme titulaire (usage grec).
- Cathigoumène (dans les Églises orthodoxes ou catholiques orientales), s'il est supérieur d'un monastère.
- Auxiliaire, s'il est l'assistant d'un évêque titulaire (souvent d'un archevêque en charge donc d'un important diocèse).
- Chorévêque (usage chypriote), s'il est auxiliaire tout en portant comme titre le nom d'une localité du diocèse.
- Hiérarque[170]

#### Paramentique
Les vêtements de l'évêque célébrant à l'autel :
- Le sakkos, l'ample tunique impériale garnie de grelots.
- Sur les icônes cependant, les évêques ne portent pas le sakkos mais la chasuble traditionnelle. Si cette chasuble est ornée de croix foncées sur fond clair, on l'appelle le polystavrio.
- L'omophore, grande écharpe de laine qui est pliée autour de la tête et retombe devant et derrière. Elle symbolise la brebis perdue que le Christ porte sur ses épaules. Elle est le symbole même de l'épiscopat.
- La Panaghia, un médaillon pectoral représentant la Mère de Dieu, du Signe.
- Les évêques honorés d'un titre honorifique portent en plus une croix pectorale et une aigle bicéphale.
- La crosse épiscopale est un bâton surmonté d'une croisette entourée de deux figures de serpents affrontés qui symbolisent la prudence et la sagesse.
- La mitre épiscopale est une couronne en dôme.
- Il est accompagné de deux sous-diacres portant chacun un chandelier, l'un à trois branches, l'autre à deux. Ce sont les symboles de la foi orthodoxe, en la Trinité et dans les deux natures du Christ.

La tenue solennelle de l'évêque présidant au chœur est la mandia, traîne violette ornée de bandes rouges et blanches.
Les vêtements de l'évêque en tenue de ville sont :
- Il est habillé en moine avec son kalimaphion surmonté d'un voile.
- Il porte son médaillon pectoral avec éventuellement la croix et l'aigle.
- Il a un bâton pastoral.

### Églises protestantes

#### Églises anglicanes

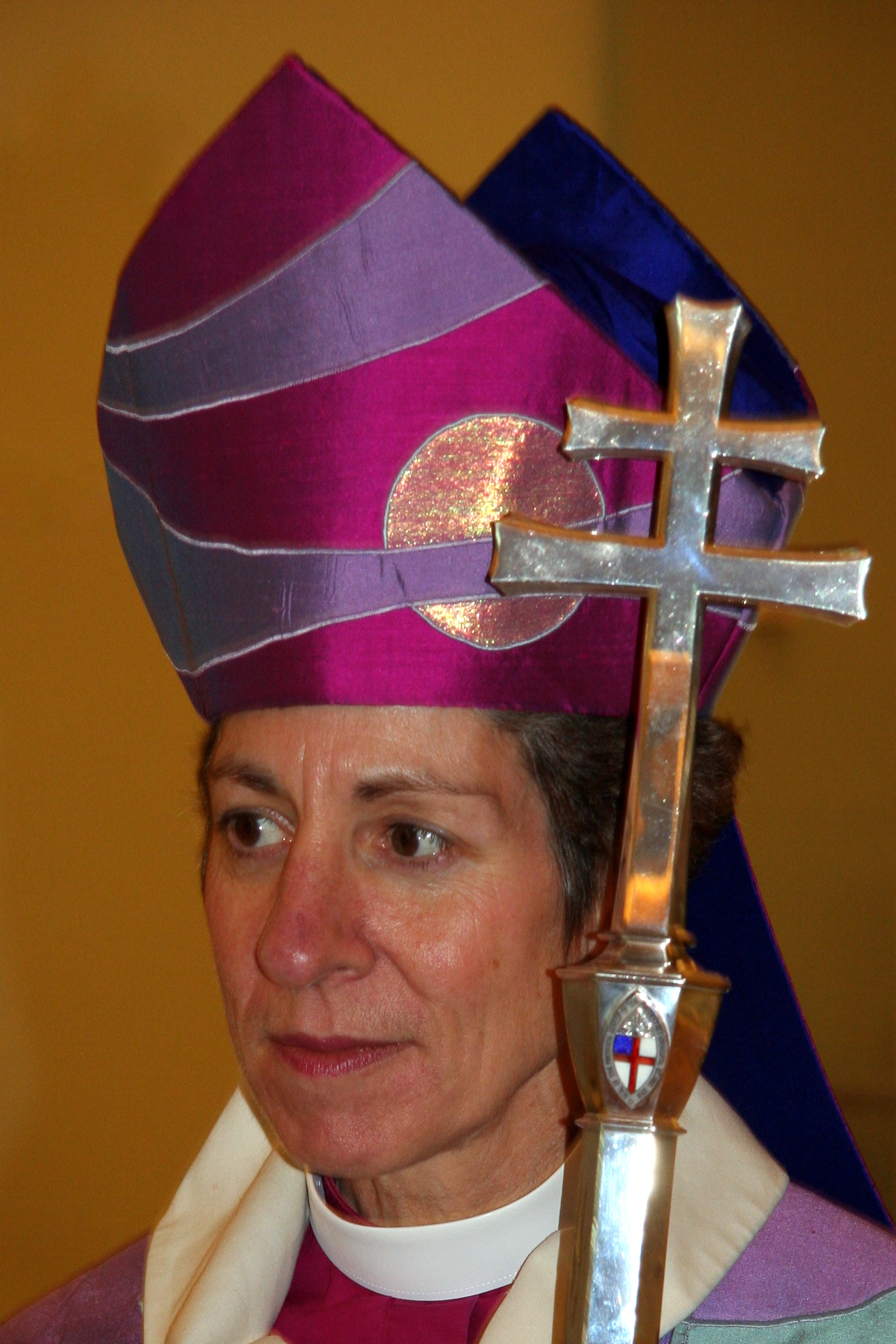
Katharine Jefferts Schori, évêque présidente de l’Église épiscopalienne américaine (2006–2015), première femme primat dans la Communion anglicane.

##### Théologie et discipline
Chez les protestants, la succession apostolique n'est généralement pas considérée comme historique, mais comme spirituelle. Les Églises anglicanes (certaines sont appelées épiscopaliennes) ont conservé l'épiscopat, qui fait partie de leur héritage d'avant la décision de rupture d'Henri VIII. L'ordination sacramental à vie par trois évêques, la conservation de la succession apostolique (souvent dite historique) et les devoirs et responsabilités de l'évêque suivent les grandes lignes de l'épiscopat catholique et orthodoxe.
Les évêques sont soit nommés, soit élus, suivant les us et coutumes de chacune des trente-huit provinces (églises nationales) de la Communion anglicane.

##### Ministère féminin
Les femmes sont admises à l'épiscopat dans majorité des provinces anglicanes y compris l'Angleterre,. La première femme à devenir évêque anglican, Barbara Harris, a été élue évêque suffragante dans le diocèse épiscopalien du Massachusetts en 1988 et consacrée le 11 février 1989. Penny Jamieson est la première évêque anglicane diocésaine pour le diocèse de Dunedin le 29 juin 1990.

##### Paramentique
De façon courante à la ville, ils portent souvent une chemise violette, ce qui n'est jamais le cas des évêques catholiques.
Les vêtements à l'autel sont semblables à ceux des évêques catholiques. Au chœur, pourtant, les évêques anglicans portent des vêtements très particuliers :
- La soutane violette,
- Le rochet, comme une aube mais avec des manches très larges resserrées aux poignets,
- Le chimère, une espèce de chape légère, noir ou rouge,
- L'écharpe ou tippet, comme une étole noire très longue,
- Croix pectorale, anneau, crosse.

#### Églises protestantes

##### Théologie et discipline
Dans le protestantisme (au sens strict, Irvingiens exceptés), seules certaines Églises luthériennes, méthodistes et quelques rares Églises réformées connaissent un ministère épiscopal personnel, qui est une fonction de l'Église et non un ordre sacramentel. Les luthériens français désignent cette fonction par le terme d'inspecteur ecclésiastique. Dans les pays scandinaves et dans une partie de l'Allemagne, la succession apostolique historique a été conservée puisque les diocèses catholiques sont devenus luthériens en bloc lors de la Réforme. Dans l'Église luthérienne, on garde le souvenir de cette étymologie en nommant les évêques des inspecteurs ecclésiastiques.
Ces fonctions sont électives, c'est-à-dire démocratiques ; le suffrage des fidèles s'exerçant soit directement au premier degré, soit au second degré. Dans la plupart des confessions protestantes acceptant le ministère épiscopal, la continuité apostolique est généralement entendue comme signifiant la fidélité à l'enseignement apostolique - une succession spirituelle donc, et non historique.
Dans les autres Églises protestantes, au niveau de l'Église locale, le ministère épiscopal est celui des pasteurs (traditionnellement élus), et collégialement des anciens. Le consistoire, ou conseil presbytéral est élu par l'assemblée générale qui élit aussi, dans le système presbytéro-synodal, un certain nombre de délégués au synode. Au niveau d'une union nationale, le ministère d'unité est assuré par les synodes et conseils élus par eux, avec parfois une forte concentration sur la personne de leur président. À défaut, il l'est par la collégialité des pasteurs.
Dans le christianisme évangélique, le ministère d’évêque avec des fonctions de surveillance sur un groupe de pasteurs est présent dans certaines confessions.

##### Ministère féminin

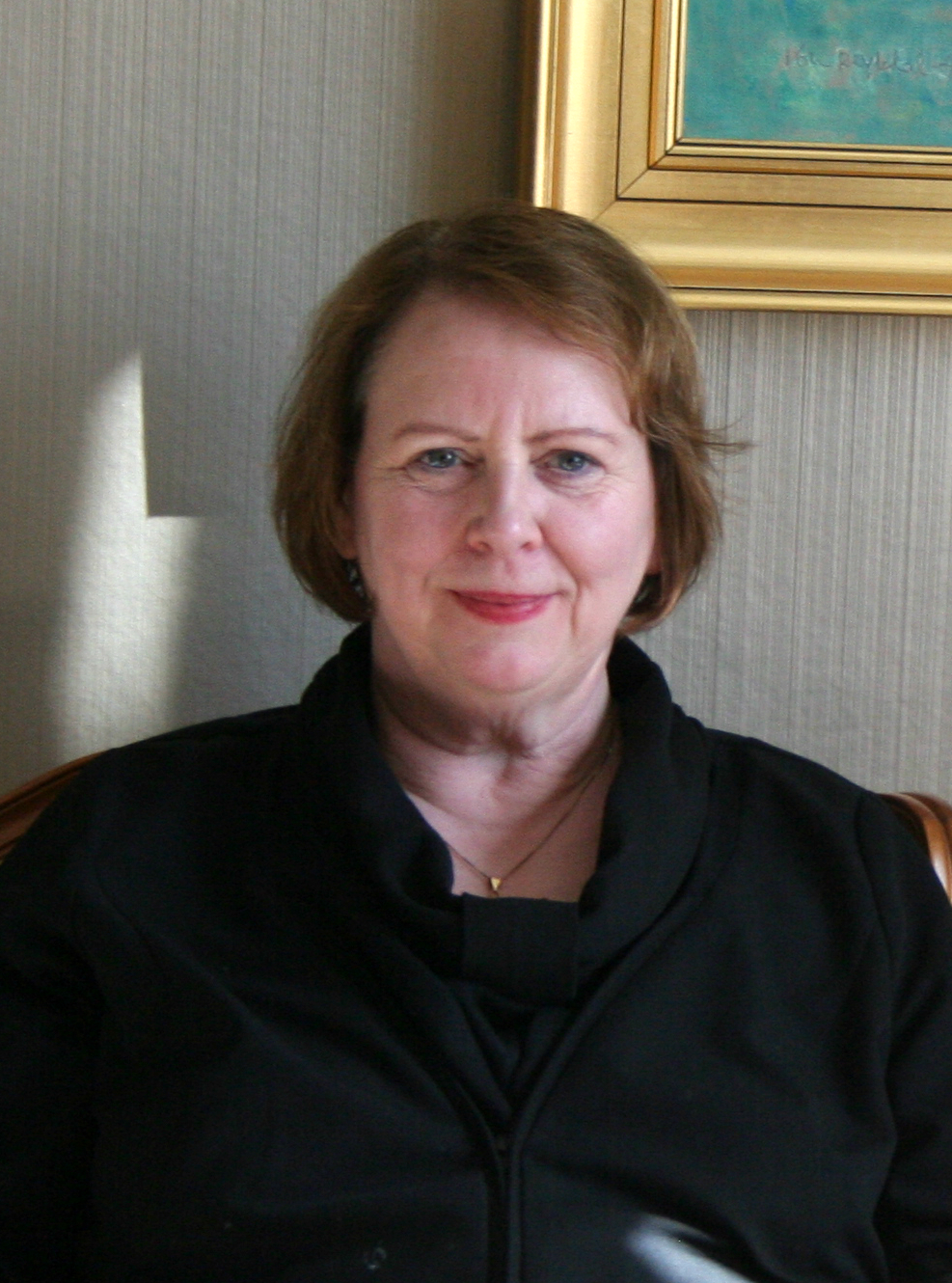
Agnes M. Sigurðardóttir, évêque luthérienne de l’Église d'Islande depuis 2012.

Les églises protestantes connaissent un épiscopat féminin, comme elles connaissent les ministères pastoraux féminins.
En 1918, Alma Bridwell White fut consacrée évêque méthodiste par William Baxter Godbey, et fut donc la première femme évêque aux États-Unis.

### Ouvrages spécialisés
- Noëlle Deflou-Leca et Anne Massoni, Évêques et communautés religieuses dans la France médiévale, Paris, éditions de la Sorbonne, 2022 (ISBN 979-10-351-0820-5).
- Jack Roskilly, De très savants pasteurs : conceptions et pratiques de l'autorité des évêques dans la société byzantine des XIe – XIIe siècles, éditions de la Sorbonne, 2022 (ISBN 979-10-351-0793-2).
- (en) Sarah E. Thomas (éd.), Bishops' identities, careers, and networks in medieval Europe, Brepols, 2021 (ISBN 978-2-503-57910-8).
- (en) Peter R. Coss, Chris Dennis, Melissa Julian-Jones et Angelo Silvestri (éds.), Episcopal power and personality in medieval Europe, 900-1480, Brepols, 2020 (ISBN 978-2-503-58500-0).
- (en) Anthony John Lappin (éd.) et Elena Balzamo (éd.), Dominus Episcopus : Medieval Bishops between Diocese and Court, Stockholm, Kungl. Vitterhets, historie och antikvitets akademien, coll. « Konferenser » (no 95), 2018 (ISBN 978-91-7402-463-0).
- Enrico Cattaneo (trad. de l'italien par Agnès Bastit et Christophe Guignard), Les ministères dans l’Église ancienne : Textes patristiques du Ier au IIIe siècle, Paris, éditions du Cerf, 2017, 666 p. (ISBN 978-2-204-11542-1).
- (en) Peter R. Coss, Chris Dennis, Melissa Julian-Jones et Angelo Silvestri (éds.), Episcopal power and local society in medieval Europe, 900-1400, Brepols, 2017 (ISBN 978-2-503-57340-3).
- Sylvain Destephen, L'évêque de cour : Figure politique, figure polémique, Hermann, coll. « Histoire », 2017 (ISBN 978-2-7056-9450-0).
- Florian Mazel, L'Evêque et le Territoire : L'invention médiévale de l'espace (Ve – XIIIe siècle), Paris, Seuil, 2016 (ISBN 978-2-02-118312-2).
- (en) Peter Brown (trad. Béatrice Bronne), À travers un trou d'aiguille : La richesse, la chute de Rome et la formation du christianisme en Occident, 350-550, Les Belles Lettres, 2016 (ISBN 978-2-251-38134-3).
- Benjamin Moulet, Évêques, pouvoir et société à Byzance (VIIIe – XIe siècle) : Territoires, communautés et individus dans la société provinciale byzantine, Paris, Éditions de la Sorbonne, 2016 (ISBN 978-2-85944-831-8)
- (en) John S. Ott et Anna Trumbore Jones, The Bishop Reformed : Studies of Episcopal Power and Culture in the Central Middle Ages, Routledge, 2016 (ISBN 978-1-351-89392-3).
- Bruno Lemesle, Le gouvernement des évêques : La charge pastorale au milieu du Moyen Âge, Presses universitaires de Rennes, 2015 (ISBN 9782753560659).
- (en) Peter Brown, The Rise of Western Christendom : Triumph and Diversity, A.D. 200-1000 (Tenth Anniversary Revised Edition), Wiley & Sons, coll. « The Making of Europe », 2013, 3e éd. (ISBN 978-1-118-33884-1).
- (en) Claudia Rapp, Holy Bishops in Late Antiquity : The Nature of Christian Leadership in an Age of Transition, University of California Press, 2013 (ISBN 978-0-520-93141-1).
- (en) Jennifer Mara DeSilva (dir.), Episcopal Reform and Politics in Early Modern Europe, Kirksville, Truman State University Press, coll. « Early Modern Studies » (no 10), 2012 (ISBN 978-0-271-09067-2).
- (en + de + fr) Johan Leemans, Peter Van Nuffelen, Carla Nicolaye, Shawn W. J. Keough et Carla Nicolaye, Episcopal Elections in Late Antiquity, Walter de Gruyter, 2011 (ISBN 978-3-11-026855-3).
- Paul Christophe, L'élection des évêques dans l'Église latine au premier millénaire, Paris, Cerf, coll. « Histoire », 2009 (ISBN 978-2-204-08952-4).
- (en) Peter Norton, Episcopal Elections 250-600 : Hierarchy and Popular Will in Late Antiquity, Oxford University Press, 2007 (ISBN 978-0-19-920747-3).
- Simon Claude Mimouni et Pierre Maraval, Le christianisme des origines à Constantin, Paris, Presses universitaires de France, coll. « Nouvelle Clio », 2007, 528 p. (ISBN 978-2-13-052877-7), chap. IV. I (« Le développement des institutions et de la doctrine : L'organisation des communautés »).
- Pierre Maraval, Le christianisme de Constantin à la conquête arabe, Paris, Presses universitaires de France, coll. « Nouvelle Clio », 2006, 3e éd. (ISBN 978-2-13-054883-6), chap. II (« Le développement des institutions du christianisme »).
- (en) Allen Brent, Cultural Episcopacy and Ecumenism : Representative Ministry in Church History from the Age of Ignatius of Antioch to the Reformation. With Special Reference to Contemporary Ecumenism, Leiden, Brill, coll. « Studies in Chrisitan Mission » (no 6), 1992 (ISBN 978-90-04-31987-5).
- Jean Gaudemet, Les élections dans l'Église latine des origines au XVIe siècle, Fernand Lanore, 1979 (ISBN 978-7630004059).

### Articles spécialisés
- Jean Gaudemet, « De l’élection à la nomination des évêques : Changement de procédure et conséquences pastorales. L’exemple français (XIIIe–XIV siècles) », dans Formation du droit canonique et gouvernement de l’Église de l’Antiquité à l’âge classique, Presses universitaires de Strasbourg, coll. « Société, droit et religion », 2019 (ISBN 979-10-344-0448-3), p. 385–400.
- Thierry Pécout, chap. VI « Les pouvoirs de l’évêque : Élargissement ou restriction ? », dans Structures et dynamiques religieuses dans les sociétés de l’Occident latin (1179-1449), Presses universitaires de Rennes, coll. « Histoire », 2019 (ISBN 978-2-7535-6757-3), p. 77-84.
- Thibault Joubert, « L'élection de l'évêque a clero et populo : Étude sur l'unité de l'Église du IIIe au Ve siècle », dans Marie-Laure Chaieb (dir.), Les Pères de l'Église à l'écoute du peuple de Dieu : Sensus Fidelium et discours autorisés durant l'Antiquité tardive, Royan, Caritas Patrum, 2016 (ISBN 979-10-95732-00-6), p. 71-91.
- (en) David M. Gwynn, « Episcopal Leadership », dans Scott Fitzgerald Johnson (éd.), The Oxford Handbook of Late Antiquity, Oxford University Press, 2015 (ISBN 978-0-19-027753-6), p. 876-916.
- Laurent Villemin, « Sacramentalité de l’épiscopat et conciliarisme du XVIe au XVIIIe siècle », dans Patrick Arabeyre et Brigitte Basdevant-Gaudemet (dirs.), Les clercs et les princes : Doctrines et pratiques de l’autorité ecclésiastique à l’époque moderne, Publications de l’École nationale des chartes, coll. « Études et rencontres » (no 41), 2013, 341–353 p. (ISBN 978-2-35723-112-2).
- Bernard Flusin, chap. IV « Les structures de l'Église impériale », dans Cécile Morrisson, Le monde byzantin, vol. I : L'Empire romain d'Orient (330-641), 2012, 2e éd. (ISBN 978-2-13-059559-5), p. 111-141.
- Brian J. Capper, « Apôtres, Maîtres de maison et domestiques », Études théologiques et religieuses, vol. 81, no 3,‎ 2006, p. 407-411 (ISSN 0014-2239).
- (en) Bruce Marshall, « Lutherans, Bishops, and the Divided Church », Ecclesiology, Brill, vol. 1, no 2,‎ 2005, p. 25–42 (ISSN 1744-1366).
- Hervé Legrand, « Les évêques, les Églises locales et l'Église entière : Évolutions institutionnelles depuis Vatican II et chantiers actuels de recherche », Revue des Sciences philosophiques et théologiques, vol. 85, no 3,‎ 2001, p. 461–509 (ISSN 0035-2209).
- Joseph Bergin, « L’Europe des évêques au temps de la réforme catholique », Bibliothèque de l'École des chartes, vol. 154, no 2,‎ 1996, p. 509–531.
- Robert Bartlett, chap. 1 « The Expansion of Latin Christendom », dans Robert Bartlett, The Making of Europe : Conquest, Colonization and Cultural Change 950-1350, Princeton, Penguin Books, 1993 (ISBN 978-0691037806), p. 5-23

### Ouvrages généralistes
- Florian Mazel (dir.), Nouvelle Histoire du Moyen Âge, Paris, Seuil, 2021 (ISBN 978-2-02-146036-0)
- Marie-Françoise Baslez, Les Premiers bâtisseurs de l'église : Correspondances épiscopales (IIe – IIIe siècles), Fayard, 2016 (ISBN 978-2-213-67287-8)
- Enrico Norelli (trad. Viviane Dutaut), Comment tout a commencé : La naissance du christianisme, Montrouge, Bayard, 2015 (ISBN 978-2-227-48781-9)
- Jean-Claude Cheynet (dir.), Le monde byzantin, vol. II : L'Empire byzantin (641-1204), Presses universitaires de France, coll. « Nouvelle Clio », 2015 (ISBN 978-2-13-052007-8)
- Paul Mattéi, Le christianisme antique de Jésus à Constantin, Armand Colin, 2008 (ISBN 978-2200271558)

### Banques de données
- Notices dans des dictionnaires ou encyclopédies généralistes :   - Britannica
  - Den Store Danske Encyklopædi
  - Dizionario di Storia
  - Gran Enciclopèdia Catalana
  - Hrvatska Enciklopedija
  - Internetowa encyklopedia PWN
  - Treccani
  - Universalis
- Notices d'autorité :   - BnF (données)
  - LCCN
  - GND
  - Israël
  - Tchéquie
  - Lettonie